# Puglia
Puglia, régiesen Apulia (görögül Ἀπουλία ) olaszországi régió, székhelye Bari. Az Appennini-félsziget délkeleti részét foglalja el, az „olasz csizma sarkát”. Északon Molise, keleten az Adriai-tenger, délen a Jón-tenger, nyugaton pedig Basilicata és Campania határolja. Hozzá tartozik a Gargano-félsziget, az „olasz csizma sarkantyúja” is. Déli nyúlványa a Salentói-félsziget. Területét elsősorban alacsony, lapos felszínformák uralják: a régió északi része a mezőgazdaság számára kiválóan alkalmas síkvidék, míg központi és déli része a karsztformákban gazdag, alacsony mészkőfennsík.
A régészeti leletek tanúsága szerint a felső pleisztocén óta lakott vidék (altamurai ember). Az őskori civilizációk emlékei a salentói menhírek és dolmenek. A névadó illír eredetű japigok az i. e. 2. évezredben érkeztek erre a vidékre a dalmát partokról. I. e. 800–700 között a messzápok telepedtek le a Salento vidékén. Tőlük északra, az adriai partok mentén a peucetiusok, a régió északi részén pedig a daunusok éltek.
Itáliában az első görög alapítású városok között tartják számon Tarantót is. Miután a görögöknek sikerült a helyi népeket legyőzniük, Taranto lett Magna Graecia vezető és egyben leggazdagabb városa. Az i. e. 4. században a politikai helyzet ismét megváltozott azáltal, hogy a dél-itáliai törzsek erős szövetségesre találtak, az agresszíven terjeszkedő Rómára. Noha a pürrhoszi háborúk során a görögök jelentős sikereket értek el Rómával szemben, i. e. 272-ben Taranto elesett, és ezt követően a Római Birodalom fokozatosan kiterjesztette hatalmát az egész vidékre. A pun háborúk során a Hannibal vezette karthágói seregek dúlták fel a vidéket, majd i. e. 216-ban Cannae mellett megsemmisítették a római sereget.
A Nyugatrómai Birodalom bukása után a gótok, bizánciak, longobárdok, szaracénok versengtek a vidék feletti uralomért. A politikai helyzet a normann hódítások idején rendeződött, az Apuliai Hercegség megalapításával, majd beolvasztásával a Szicíliai Királyságba. A dél-itáliai normann hódítások jelentős változásokat hoztak a helyi építészetben is. Mivel Róma elkötelezett támogatói voltak az elfoglalt görög-bizánci területeken erőteljes latinizációba kezdtek, s ezért támogatták a nagyszabású egyházi építkezéseket. Az apuliai romanika kiemelkedő alkotása a 11. században épült San Nicola-bazilika, amely mintaképül szolgált a vidék nagy templomai számára.
A normannokat követő II. Frigyes uralkodásának idejében épült fel a Castel del Monte, amely a régió egyik jelképe, „Apulia kőkoronája”. A következő évszázadokban Puglia a királyság peremvidéke lett. A tenger felől állandósult a török fenyegetés. A vidéket a feudalizmus hagyományai szerint kisebb grófságokra és hercegségekre osztották. Az 1571-es lepantói csatát követően elmúlt a salentói partok állandó veszélyeztetettsége, és a tengeri kereskedelem is akadálymentesen megindulhatott. Ez kedvezett újabb nagyszabású építkezések elindításának és a leccei barokk kialakulásának.
1860-ban az egyesült Olasz Királyság része lett. Az általános országos fejlődés ellenére Puglia megmaradt elmaradott állapotában, amely a nemzeti egység létrejötte óta mint a „déli kérdés” egyik oldala szerepel a köztudatban, és változatlanul megoldatlan. Ennek megoldására irányuló felzárkóztatási programoknak köszönhetően született meg a Bari-Brindisi-Taranto háromszög, amelyen belül az ipari fejlesztés a szolgáltatások és az infrastruktúra kiépítésével párhuzamosan halad.

## Földrajza

### Fekvése

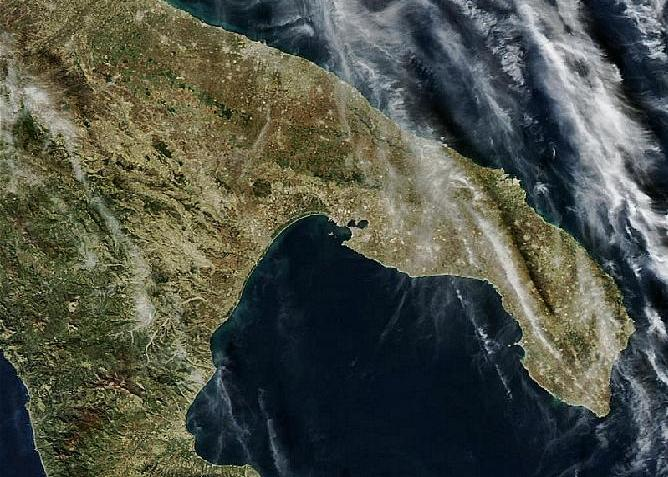
Puglia központi és déli része (Salento) űrfelvételen

Puglia Olaszország legkeletibb régiója. Az Appennini-félsziget délkeleti részét, az „olasz csizma sarkát” foglalja el. Északon Molise, keleten az Adriai-tenger, délen a Jón-tenger, nyugaton pedig Basilicata és Campania határolja. Közel 800 kilométer tengerpartja van. Északkeleti részén található a Gargano-félsziget (az „olasz csizma sarkantyúja”), tőle délre a Manfredóniai-öböl. A régió déli nyúlványa a Salentói-félsziget, amely elválasztja az Adriai-tengert a Tarantói-öböltől. Legdélebbi pontja a Santa Maria di Leuca-fok. Pugliához tartozik Olaszország legkeletibb pontja, az Otrantói-fok. Itt van egymáshoz a legközelebb az Appennini-félsziget és a Balkán-félsziget (mindössze 80 kilométer). Ez a vonal választja el az Adriai- és a Földközi-tengereket. A régióhoz tartozó szigetcsoportok a Tremiti-szigetek (a Garganótól északra) és a Cheradi-szigetek (a Tarantói-öbölben). Földrajzi és földtani szempontból a vidék része még, a Horvátországhoz tartozó Palagruža sziget is. Ezeken kívül több part menti szigete is van: Vieste kikötőjében a Sant’Eufemia-sziget; Brindisi kikötőjében a Pedagne-szigetek; Gallipoli kikötőjében a Campo-sziget valamint a Sant’Andrea-sziget; Porto Cesareo kikötőjében pedig a Malva-sziget.

### Geológiája

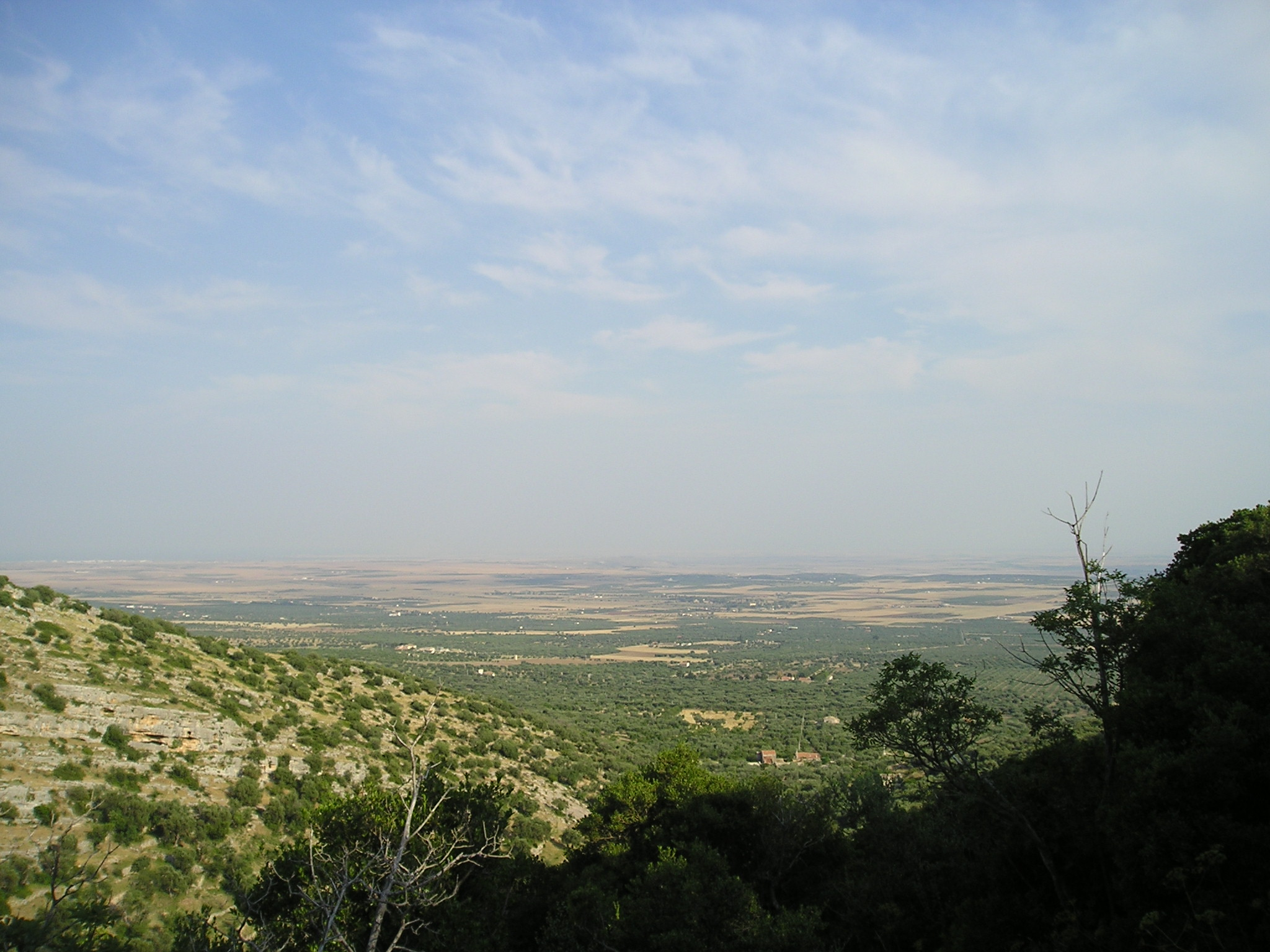
A Tavoliere delle Puglie látképe

Puglia területének mintegy 80%-a mészkövekből és dolomitokból épül fel, amelyek nagy része az alsó és középső jurában rakódott le. Ekkor a vidéket a Tethys-óceán borította, mindössze néhány apróbb sziget emelkedett ki. A több mint 2000 méter vastag kőzetréteg a kréta időszak közepére emelkedett ki teljesen, ekkor még a kontinenstől függetlenül, szigetként. Ebben az időszakban indult meg a vidék karsztosodása is. A paleocénben intruziók révén keletkezett a vidék egyetlen vulkanikus kőzetösszlete a Gargano északi részén. Az Appenninek vonulatának kiemelkedése 12 millió évvel ezelőtt kezdődött, s ezzel egy időben a hatalmas karbonátos sziget egyesült a kontinenssel. Emiatt Puglia földtani szempontból eltérő a kontinentális Olaszország többi részétől. Utólagos szedimentáció révén alakult ki a Tavoliere delle Puglie síksága, valamint a tengerparti síkságok (mint például Bari körül).

### Domborzata

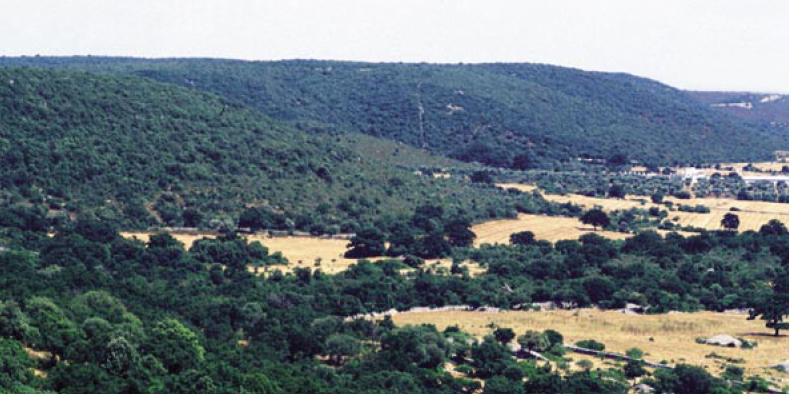
Látkép a Murgiáról

Puglia területének 53,3%-át síkságok, 45,3%-át dombvidékek alkotják, s mindössze 1,5%-át hegyek, így Olaszország egyik legalacsonyabb régiója.
- Síkságok:
  - A legnagyobb síkság a régió északi részét elfoglaló, mintegy 3000 km² kiterjedésű Tavoliere delle Puglie, amely a Pó-síksága után a második legnagyobb Olaszországban. Nyugaton a Dauniai-szubappenninek határolják, keleten a Gargano-hegység valamint az Adriai-tenger, délen pedig a Fortore és az Ofanto folyók. A téli hónapokat a folyók áradásai, a nyarat pedig a hosszas száraz időszakok jellemzik. Eredetileg mocsaras vidék volt, emiatt lassan népesült be. Teljes lecsapolására a 19. században került sor, s ennek köszönhetően fellendült a gabonatermesztés.
  - A Tavoliere di Lecce (vagy Pianura Salentina, azaz Salentói-síkság vagy Pianura Messapica, azaz Messzáp-síkság) a második legnagyobb síkság a régióban. Lecce körül terül el, a Salentói-félsziget középtájékán. Északon a Murgia határolja, délen a Salentói dombvidék. Három részre tagolható: keleten a Brindisi-síkság, Lecce körül a karsztos Valle della Cupa, valamint a Jón-tenger partján Avetrana és Leverano körül a Terra d’Arneo tengerparti síkság.
  - Az Adriai-tenger partján, a régió székhelye és egyben névadó körül terül el kagyló alakú Conca di Bari síkság.[8]
- A pugliai dombvidék két részből áll:
  - A régió központi részén terül el mintegy 7000 km²-en a Murgia, amelynek magassága helyenként eléri a 700 métert. Különösen gazdag karsztjelenségekben. Magasságától függően két részre tagolódik: a magasabb, északi rész az Alta Murgia, míg az alacsonyabb, déli rész a Bassa Murgia. Felszínét karsztformák tarkítják (búvópatakok, dolinák stb.). A legnagyobb dolinák Altamura és Molfetta települések vidékén találhatók. Ugyancsak nevezetesek Castellana barlangjai. Legmagasabb pontja a Monte Caccia (679 méter). A karsztvidékek jellegzetes felszínformái továbbá a szurdokvölgyek, amiket a helyiek graviná-nak vagy lamá-nak neveznek.
  - A régió déli részén, a Gallipoli–Otranto vonaltól délre a Serre Salentine dombvidék terül el, amelynek legmagasabb pontja 201 méter (Serra dei Cianci).
- Hegyvidékek:
  - A Dauniai-szubappenninek a Campaniai-Appenninek egyik mészkővonulata. Északon a Fortore völgye, keleten a Tavoliere delle Puglie, délen az Ofanto völgye, nyugaton pedig az Appenninek más vonulatai határolják. Legmagasabb pontja a Monte Cornacchia (1152 méter).
  - A Gargano masszívum az azonos nevű félszigetet foglalja el a Tavolierétől keletre. Legmagasabb pontja 1055 méter (Monte Calvano).[9]

### Éghajlata

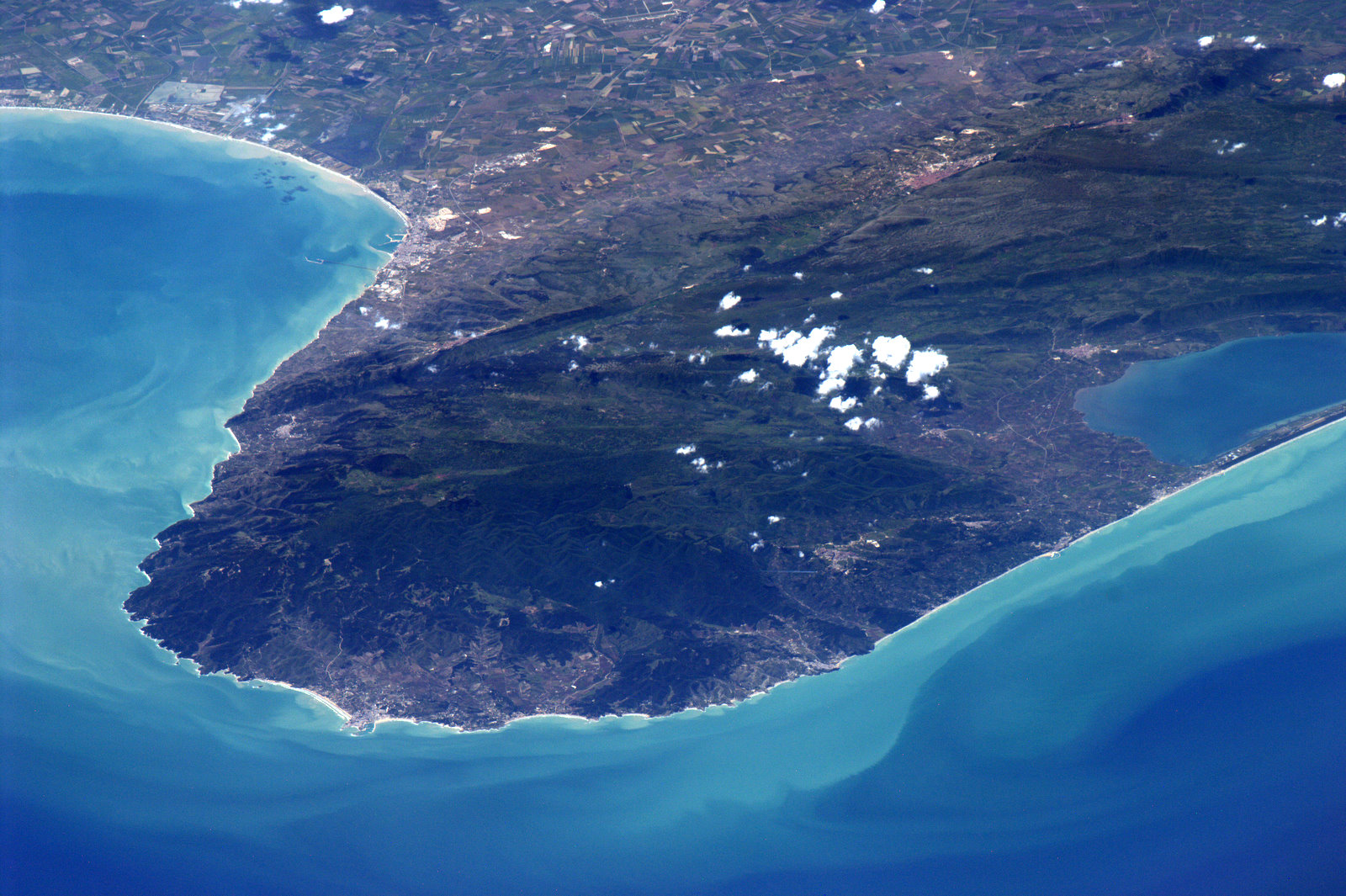
Légi felvétel a Gargano-félszigetről

A régiónak tipikus mediterrán éghajlata van: enyhe telekkel és forró nyarakkal. A mediterrán klímához tartozó övezetben a hőmérséklet július-augusztus hónapban éri el a csúcsot, amikor a napi átlaghőmérséklet 25 °C-ra emelkedik. Januárban a belső területeken átlagosan 2 °C-ot, a tengerparton 8–9 °C-ot mérnek. A 30 °C-nál melegebb napok száma Bariban és környékén harmincra, a Jón-tenger partján, tehát a délebbi részeken nyolcvanra tehető. A nyári hónapokban a Salento területén 40 °C-ot is mérnek.
Az évi csapadék mennyisége eléri a 600 millimétert, a legcsapadékosabb zónákban, a Gargano vidékén az 1100 millimétert. A legkevésbé csapadékos, száraz időszak áprilistól szeptemberig tart. Az esős napok száma kevés, átlagosan 60–80, és egyenetlenül oszlik. Emiatt a levegő páratartalma nem magas. A kevés csapadék miatt Pugliát általában a seticulosa, azaz szomjas jelzővel említik. A jellemző szélirány észak-déli. Dél felől érkezik a párás, meleg levegőt szállító sirokkó és a libeccio, ami általában a csapadék közeledtét is jelzi. Ezeket az áramlatokat észak felől, különösen a déli Appenninek irányából a hideg és száraz levegőt hozó misztrál követi, ami befolyással van a partoktól távolabb eső zónák klímájára, mivel meghosszabbítja a téli évszakot, és késlelteti a tavaszi felmelegedést.

### Vízrajza

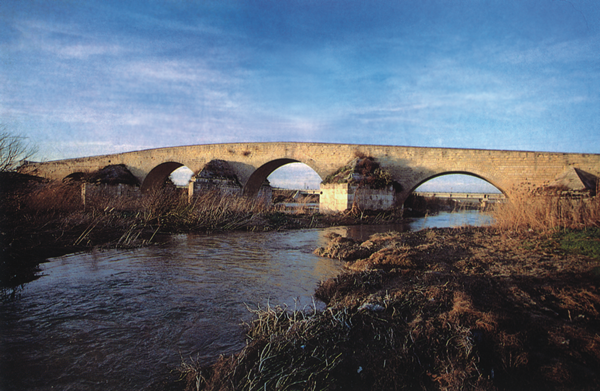
Római kori híd az Ofanto felett

Puglia két legjelentősebb folyója az Ofanto (amely a Murgia és Tavoliere delle Puglie határán folyik) és a Fortore (amely a régió északi részét szeli át). Mindkettő az Adriai-tengerbe torkollik. Basilicata határán folyik a Tarantói-öbölbe torkolló Bradano. A régió déli részén (Salento és Murgia vidéke) a karsztfelszín miatt kevés a vízfolyás. Ezek gyakran búvópatakok formájában, föld alatt haladva torkollnak a tengerbe. Emiatt a vidék felszíne jóval szárazabb, gyérebb növényzettel. A Murgia vidékén kevés folyó ered, ezek általában rövidek, bővizűek (pl. Tara). A régió északi részének folyói a Dauniai-szubappenninekből erednek, vizüket a Tavoliere mezőgazdasági területeinek öntözésére használják (Carapelle, Cervaro és Candelaro valamint ezek mellékfolyói). A Puglia és Basilicata közötti karsztvidék szurdokvölgyeiben folynak a Gravina di Laterza, Lama di Laterza és a Gravina di Picciano.
A régió legnagyobb tavai a lagunáris jellegű Lesina-tó és a Varano-tó a Gargano-hegység északi oldalán, valamint a Manfredóniai-öböl partján fekvő Salso-tó.
Az 1906 és 1927 között megépült apuliai vízvezeték a Dauniai-szubappenninekből eredő Sele folyó vizét továbbítja a Tavolierén keresztül a száraz Murgia és Salento településeire, ezáltal biztosítva a régió vízellátását és a régió déli részén lévő mezőgazdasági területek öntözését.

### Élővilága

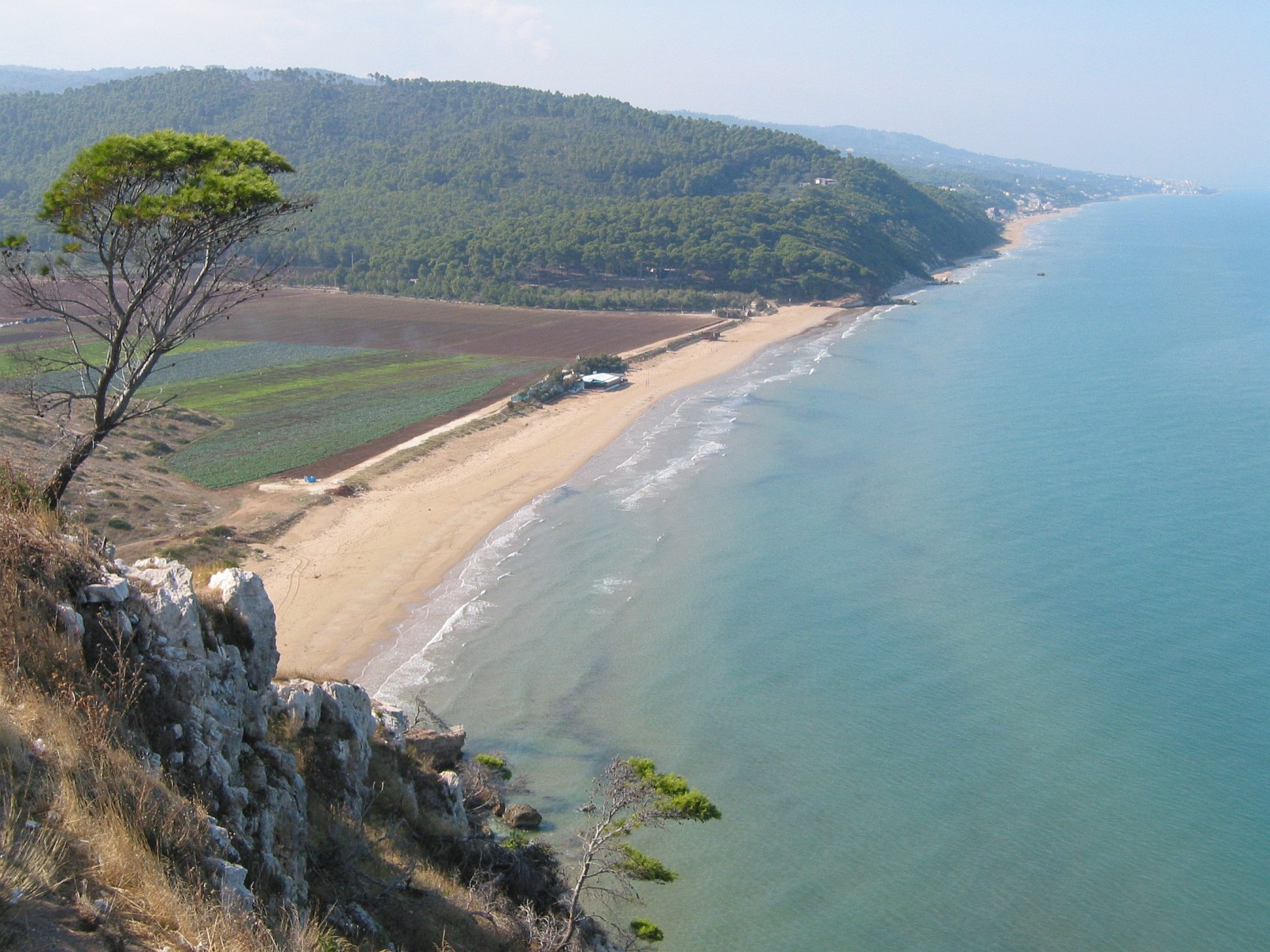
Garganói tengerpart erdővel

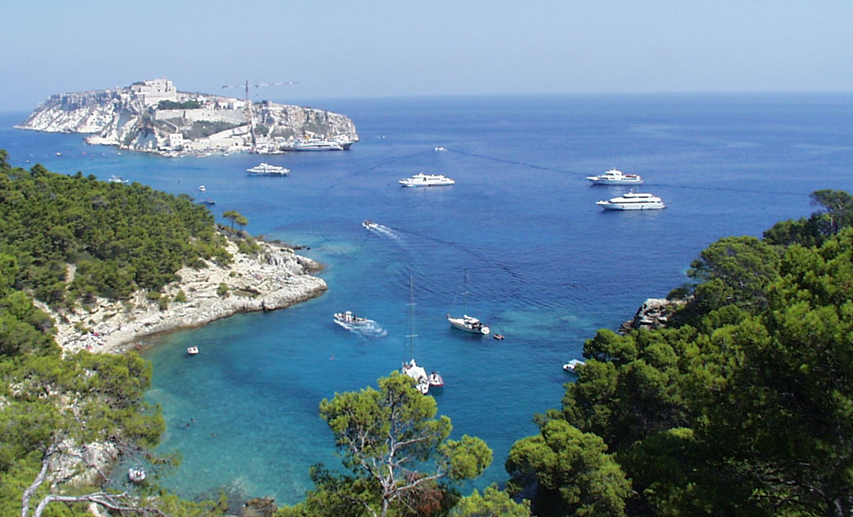
Tremiti-szigetek

Puglia legjellegzetesebb növénye a tölgy. Különösen a Murgia középső vidéke és a Gargano erdőségei gazdagok tölgyfában, amelynek örökzöld változata, a magyaltölgy is megtalálható. A másik igen elterjedt fa az aleppóifenyő, a Gargano vidékén, illetve a Tarantói-öböl partvidékén él. Különlegessége az itteni vegetációnak a macchia, a tengerparthoz közeli táj szárazságot is jól tűrő bozótja, amely áthatolhatatlanul sűrűre nő. A babér, a rekettye és a szentjánoskenyérfa telepek nem függőlegesen, hanem vízszintesen terjeszkednek, így jól védenek a napsütéstől. Igen jól tűrik a hőséget és a szárazságot. A mediterrán tájban megszokott pálmák, agavék, ciprusok mellett gyakran lehet találkozni a konyhában, háztartásban használatos aromanövényekkel, a rozmaringgal, levendulával, kakukkfűvel. A bozótos zónát elhagyva a szárazföld belseje felé is terjeszkedik és gyakran felbukkan a rekettye és az aszparágusz.
A bozótos zóna élővilágának képviselői a rigófélék, a vörösbegyek, a poszáták, a vadgalambok és a kakukkok. A vidék állatvilága rendkívül gazdag: róka, vadnyúl, menyét, nyest, zöld gyík, áspisvipera, görög teknős, gekkófélék, szalamandrák. A Salento déli része állatvilágának jellegzetes képviselői a reznek, kékes rétihéja, fakó rétihéja, mezei nyúl, halászsas, barátfóka valamint számos endemikus gerinctelen faj. A Gargano vidékén előfordul az egerészölyv, a vörös vércse, a karvaly, a vándorsólyom, az uhu, az erdei fülesbagoly, a macskabagoly és a füleskuvik.
A Gargano Nemzeti Park nagy részét Olaszország egyetlen tölgy- és bükkfaerdője borítja, a Foresta Umbra, amely az egykor Európát borító őserdőség maradványa. Az erdőről Horatius is ír ódáiban. Erdeiben több száz éves faóriások is előfordulnak, amelyek közül külön említést érdemel egy 40 méter magasságot elérő bükkfa, valamint egy megközelítőleg 700 éves tiszafa.
A régióban két nemzeti park található:
- Alta Murgia Nemzeti Park – A Murgia északi, magasabb vidékét foglalja magába, Bari és Barletta-Andria-Trani megyék területén. A parkot 2004-ben alapították a vidék természeti kincseinek megőrzése céljából.
- Gargano Nemzeti Park – 1991-ben alapították. Magába foglalja a Gargano-félsziget területét, beleértve a névadó Gargano-hegységet, a félsziget északi oldalán fekvő Varano és Lesina tavakat, valamint a partközeli Tremiti-szigeteket.[21]

Tengeri rezervátumok Puglia partjai mentén:
- Tremiti-szigetek tengeri rezervátum
- Torre Guaceto tengeri rezervátum
- Porto Cesareo tengeri rezervátum

### Tájegységei

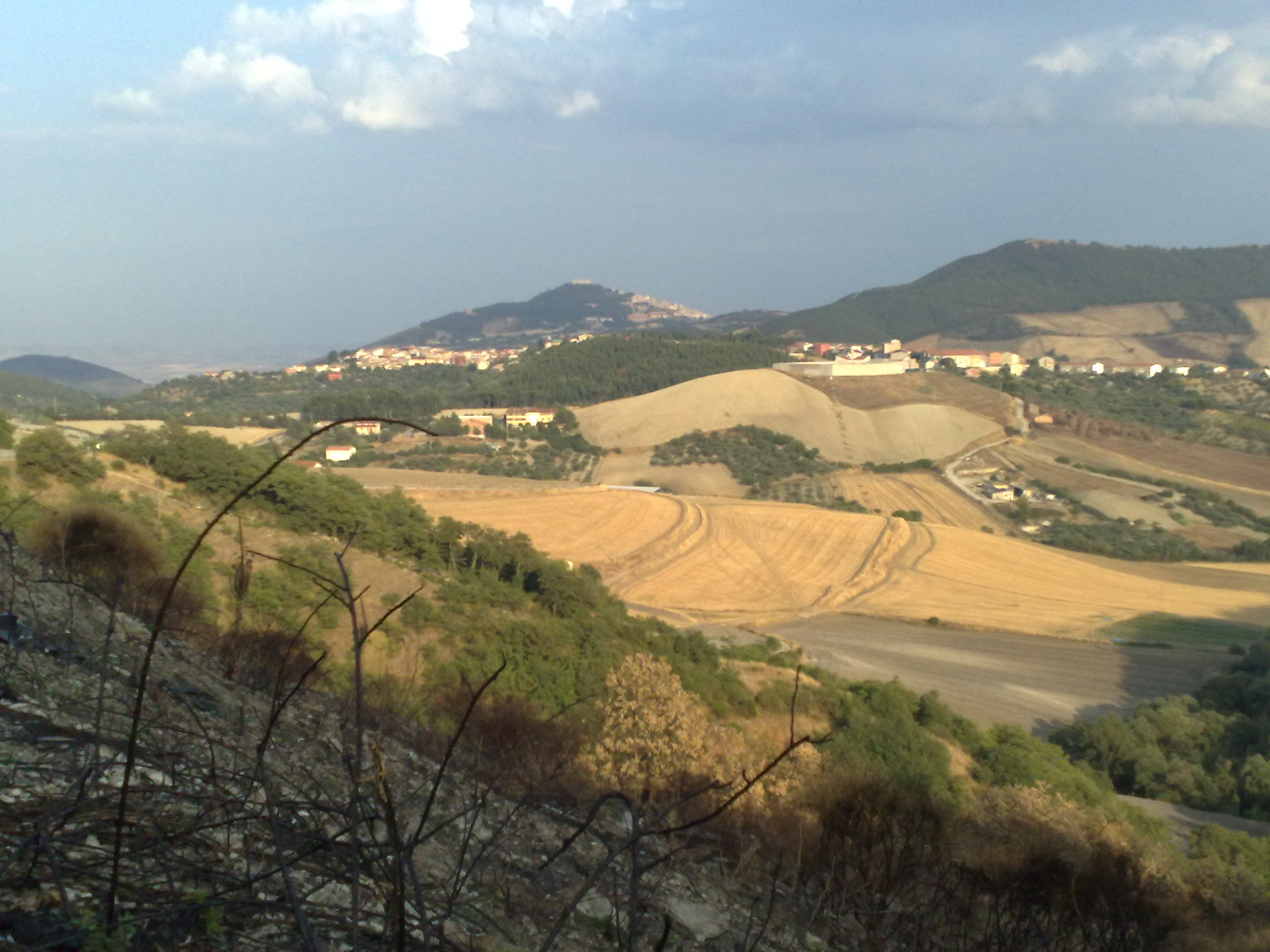
Táj a Dauniai-szubappenninekben

A földrajzi adottságok figyelembe vételével Puglia területe hét tájegységre osztható:
- Gargano – Az „olasz csizma sarkantyúja”. Északról az Adriai-tenger, délről a Manfredóniai-öböl, nyugat felől pedig a Tavoliere delle Puglie határolja. Névadója a félszigetet teljes hosszában átszelő Gargano-hegység.
- Dauniai-szubappenninek (vagy Daunia) – A Campaniai-Appenninek egyik mészkővonulata. Északon a Fortore völgye, keleten a Tavoliere delle Puglie, délen az Ofanto, nyugaton pedig az Appenninek más vonulatai határolják. A régió legmagasabb területei tartoznak ide.
- Tavoliere delle Puglie – Puglia északi részén, az egykori Capitanata vidékén elterülő síkság. Nyugaton a Dauniai-szubappenninek határolják, keleten a Gargano-hegység valamint az Adriai-tenger, délen pedig a Fortore és Ofanto folyók.
- Murge (vagy Terra di Bari) – Északon az Ofanto folyó völgye határolja, keleten az Adriai-tenger, délen a Salento, nyugaton pedig az Appenninek. Elsősorban kréta-kori mészkövek építik fel. Felszínét karsztformák tarkítják (búvópatakok, dolinák stb.).
- Tarantói Jón-kanyar – A Tarantói-öböl északi partvidékét foglalja magába a Murgiától a Salento vidékéig. Nevét félköríves alakjáról kapta. Elsősorban síkvidék, amely a Murge felé emelkedik. Területét a Lato és Tara folyók szelik át.
- Valle d’Itria – Karsztmedence a Murge déli részén, Bari, Brindisi és Taranto megyék határán. A táj jellegzetessége a mészkőből épült, kúp alakú lakóház, a trulló(wd).
- Salento (vagy Terra d’Otranto) – Az „olasz csizma sarka”. A Salentói-félsziget egy mészkőfennsík, amely az Adriai-tengert választja el a Jón-tengertől. A Taranto és Ostuni városok között húzódó medence választja el a Murge-fennsíktól.

Az alábbi táblázat a régió megyéinek és tájegységeinek egymáshoz való viszonyát mutatja be:
| Bari megye                            | Barletta-Andria-Trani megye | Brindisi megye                                  |
| Murge Valle d’Itria                   | Murge                       | Salento Valle d’Itria                           |
| Foggia megye                          | Lecce megye                 | Taranto megye                                   |
| Tavoliere delle Puglie Gargano Daunia | Salento                     | Tarantói Jón-kanyar Murge Salento Valle d’Itria |

## Történelme

### Az őskori civilizációk

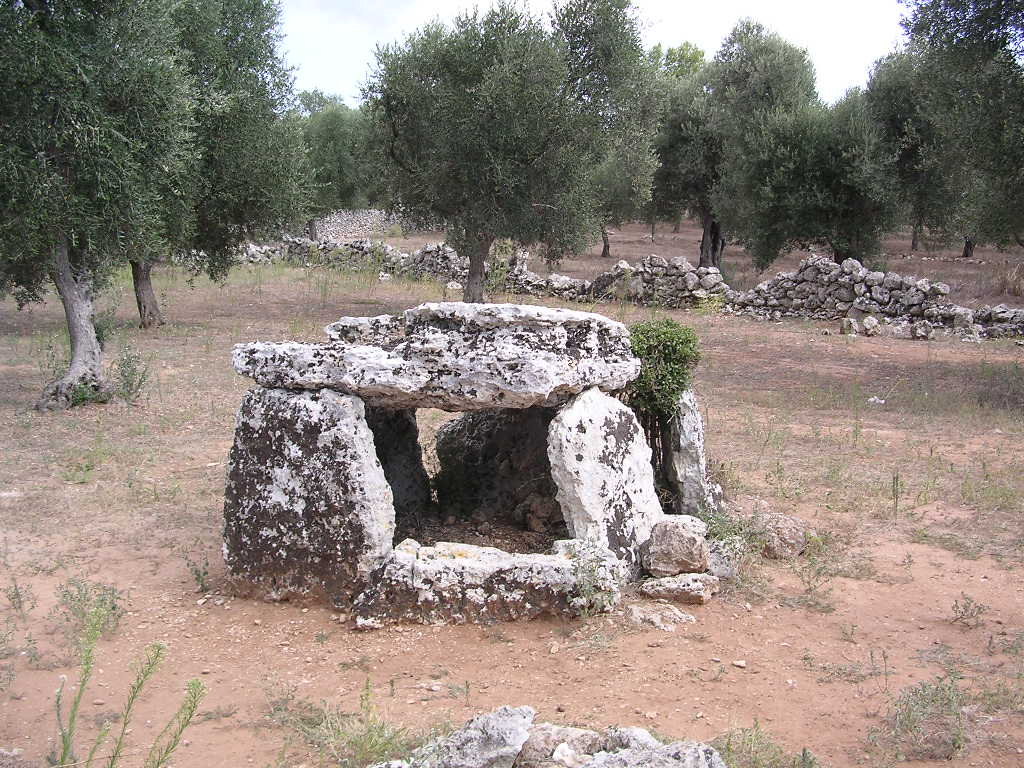
Egy dolmen Lecce mellett

Az Altamura melletti Lamalunga-barlang-ban az 1980-as években egy felső pleisztocén korú hominida csontvázát találták meg, az úgynevezett altamurai ember-t. A csontváz kiváló minőségben teljesen megőrződött. Az összehasonlító anatómiai vizsgálatok szerint átmeneti forma a Homo erectus és a neandervölgyi ember között. Valószínűleg 250 ezer éve élt, ez a legrégebbi emberi lelet a régió területén.
Újkőkorszaki leleteket a Molfetta határában lévő pulóban (töbör) találtak. A régészek és történészek véleménye szerint az i. e. 6. évezredben a barlangokban egy faluhoz hasonlítható közösség alakult ki, amely az i. e. 4. évezredig fennállt. A lakosság valószínűleg állattenyésztéssel foglalkozott, de az itt talált obszidiáneszközök arra utalnak, hogy kereskedelmet folytatott a Lipari-szigetekkel és Szardíniával.
Az őskori civilizáció emberei törzsi szervezetben, barlanglakásokban éltek és főként vadászatból, halászatból tartották fenn magukat. Ebből a korszakból maradtak fenn Bisceglie környékén és a Salentói-félszigeten olyan kultuszhelyek – menhírek, dolmenek –, amelyek leginkább az Angliában található megalit építményekkel rokoníthatók (például Stonehenge). Az Otranto melletti Grotta dei Cervi-ben (Szarvasok barlangja) közel háromezer, vörösokkerrel és denevérguanóval készült piktogramot találtak. A Castro melletti Grotta Romanelli-ben kezdetleges eszközöket is feltártak.

### Ókori törzsek

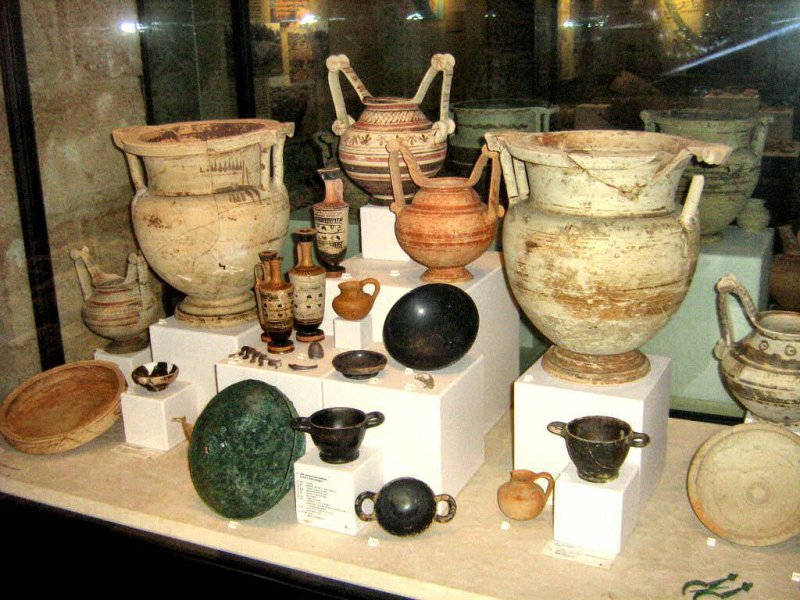
Messzáp kerámiák

Az illír eredetű japigok az i. e. 2. évezredben érkeztek erre a vidékre az Adria túloldaláról, a dalmát partokról. Róluk először Hérodotosz görög történetíró tett említést. A japigok egyben a régió névadói is. Országuk neve, Japigia vagy Iapudia, az i. e. 4. században szamnisz hatásra Apudiára változott, majd ezt követően, már a Római Birodalom idején Apulia lett a vidék neve. Ennek rövidítése a ma is használatos, olaszos Puglia.
I. e. 800–700 között a messzápok telepedtek le a Salento vidékén. A messzápok Epirus környékéről érkeztek. Városaikat, mint például a mai Manduriát (Mandurion) és Oriát (Orra), görög mintára építették, szabályos utcaszerkezettel, vastag falakkal. Tőlük északra, az adriai partok mentén, egészen az Ofanto folyóig a peucetiusok éltek. Első említésük Sztrabóntól származik, de a régészeti leletek szerint valószínűleg a messzápokkal egy időben telepedtek le. Legfontosabb központjaik a mai Gioia del Colle, Rutigliano, Noicattaro, Ruvo, Altamura és Gravina területén voltak. A régió északi részén, az Ofanto és Fortore folyók között, beleértve a Gargano-félszigetet és a Tremiti-szigeteket, a daunusok éltek.

### Magna Graecia

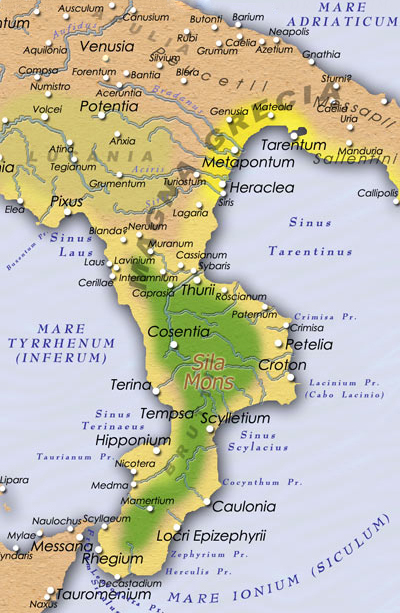
Magna Graecia i. e. 280 körül

Hamarosan a görögök is megjelentek az Appennini-félsziget déli részén, és egymás után alapították meg városaikat, tulajdonképpeni gyarmataikat. Tarantót (görög nevén Tarasz) Magna Graecia (Megalé Hellasz) első görög városai között tartják számon. Alapításakor a spártai görögök jelentős ellenállásba ütköztek a messzápok részéről, sőt 470-ben a japigok el is foglalták a várost. Nem sokkal ezután a görög tábornak sikerült felülkerekednie, véglegesen legyőzni az illírek ellenállását, és hozzákezdeni a régió gyarmatosításához, amely Magna Graecia szerves része lett. A közvetlen fenyegetettség megszűnése után Taranto lett a vidék vezető és egyben leggazdagabb városa. A Jón-tenger hamarosan Magna Graecia beltengerévé vált, s a part menti települések között, az anyaországi viszonyokhoz számos kisebb-nagyobb háború dúlt. Az i. e. 4. században a politikai helyzet ismét megváltozott, azáltal, hogy a dél-itáliai törzsek erős szövetségesre találtak, az agresszíven terjeszkedő Rómára.
Tarasz az egyetlen olyan hatalom volt, amely eredményesen szembe tudott szállni Róma hódító törekvéseivel. A szamniszok leverése után, i. e. 290-ben a rómaiak számos gyarmatot alapítottak Apulia és Lucania területén. Az egyes városállamok (mint Rhégion, Króton és Epizephürioi Lokroi) többször is szövetkeztek Rómával, a szomszédaikkal folytatott háborúikban. I. e. 282-ben egy lukániai hadjárat során Thurioi városa, amely Tarasz fennhatósága alatt állt, Rómától kapott katonai segítséget; ezt Tarasz a saját belügyeibe való beavatkozásként értékelte. A háború elkerülhetetlenné vált, a tarasziak Pürrhosz epiruszi királyhoz fordultak segítségért. Noha a pürrhoszi háborúk során jelentős sikereket értek el Rómával szemben, i. e. 272-ben a város elesett, így a Római Birodalom fokozatosan kiterjeszthette hatalmát az egész vidékre.

### A Római Birodalom részeként

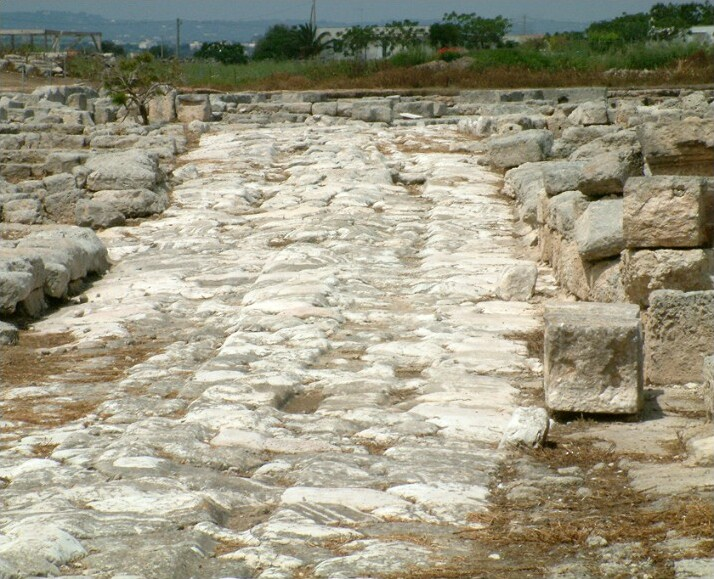
A Via Traiana részlete Egnatia romvárosában

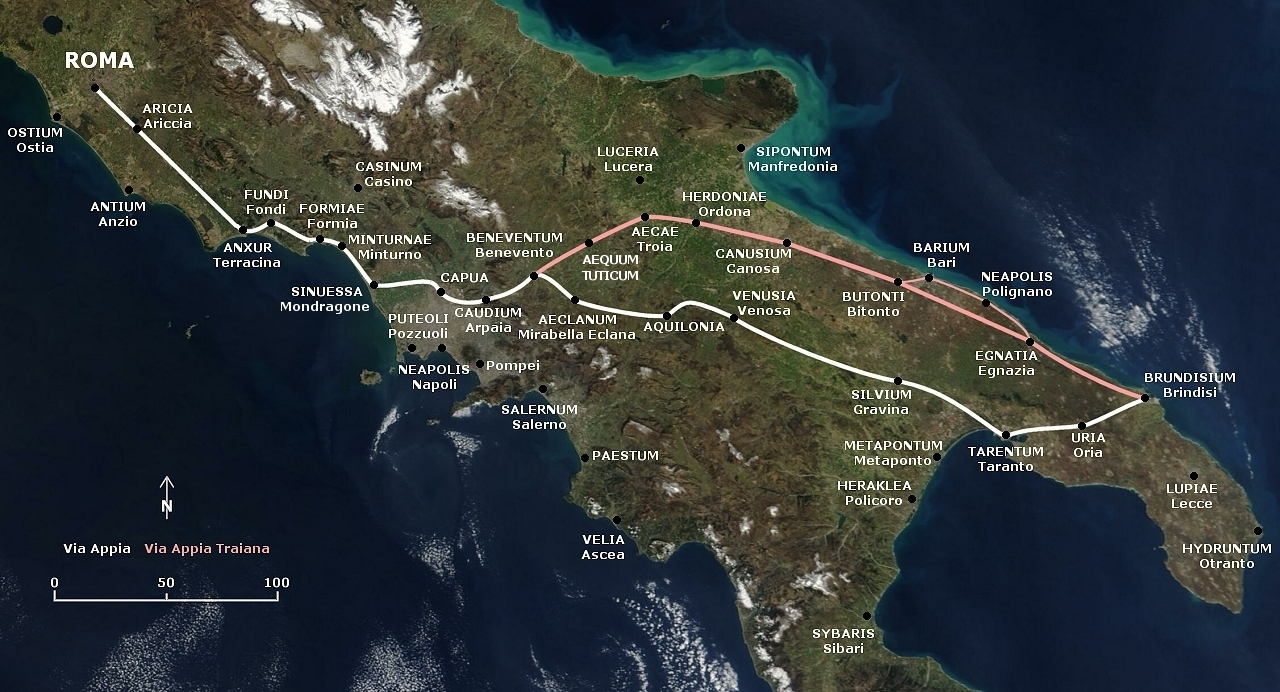
A Via Appia és a Via Traiana nyomvonala

I. e. 272-ben Róma elfoglalta Tarantót (római nevén Tarentum), és hozzákezdett Apulia latinizációjához, amelynek egyik jelentős mozzanata volt a birodalmi főváros és Brindisi (Brundisium) között a Via Appia és a Via Traiana főutak megépítése, amelynek következtében a kikötőváros a görög világ és a Közel-Kelet felé irányuló római hódítások kiindulópontja lett.
Ekkor azonban újabb fenyegető veszély jelentkezett. A karthágói vezér, Hannibal seregei érkeztek meg Itáliába, majd északi győzelmeiket követően dél felé fordultak, ahol kifosztották Foggiát (Arpi), Lucerát (Luceria) és Bovinót (Vibinum). Hannibal seregei a Barletta (Barulum) szomszédságában lévő Cannae mellett állapodtak meg, ahol i.&;e. 216-ban emlékezetes csatában megverték a római sereget. A győzelem azonban időlegesnek bizonyult, mert a rómaiak Publius Cornelius Scipio vezérletével Zamánál i. e. 202-ben visszavágtak, és döntő csapást mértek a karthágói seregre.
A pun háborúkat követően Apulia városai virágzásnak indultak. Az állandó római katonai jelenlét is kedvezett a gazdasági virágzásnak. Az i. e. 2. évszázadban közel 200 000 római veterán telepedett le a régióban, ezzel erősítve a latin kultúra terjedését, a még dominánsan görög kulturális befolyás alatt álló vidéken. E kulturális különbözőségek miatt többször is lázadások törtek ki, így i. e. 185-ben a Murgia településein a rabszolgák fellázadtak, mert a rómaiak betiltották egy szabadságünnepük megtartását. A vérbe fojtott lázadás következményeként a rómaiak ligur családok betelepítésével erősítették meg jelenlétüket a régióban. A polgárháborúk idején Pompeius Lucerában (Luceria) rendezte be főhadiszállását.
Augustus császár uralkodása idején a birodalom második tartományává lépett elő Apulia cum Calabria néven. Az anyagi és szellemi fejlődést a fővárosnak a görög és közel-keleti régiókkal való egyre erősödő kapcsolata kísérte, amelynek eredményeként Apulia Róma és mediterrán gyarmatai közötti forgalomban különleges jelentőségre tett szert. Miután a régióban megszilárdult a római hatalom, a városok és part menti települések gyors fejlődésnek indultak: Manfredonia (Sipontum), Bari (Barium), Egnatia, Otranto (Hydruntum), Brindisi (Brundisium), Gallipoli (Callipolis), Rudiae, Taranto (Tarentum) már a császárság kezdeti időszakában városfallal védett település volt, de a tartomány belső zónáiban lévő városok – Foggia (Arpi), Lucera (Luceria), Canosa (ma Canusium), Gravina (Silvium), Oria (Hyrium), Lecce (Lupiae) – szintén bekapcsolódtak a városok közötti versengésbe, köszönhetően a fokozatosan kiépülő úthálózatnak.

### A kereszténység megjelenése

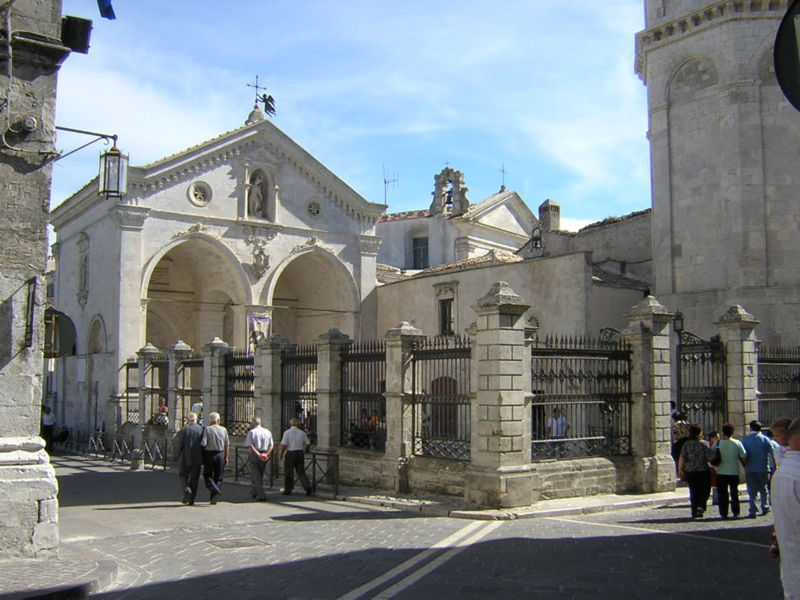
A Monte Sant’Angeló-i zarándoktemplom bejárata

Számos pugliai településen élnek Péter apostol látogatásával kapcsolatos legendák. Ezeket a történelmi tények azonban nem támasztják alá. Az első, püspökökről szóló beszámolók a 4. századból származnak. 314-ben az Arles-i zsinat munkálataiban részt vett Pardus is, az egykori Salapia (ma már nem létező település Manfredóniától délre) püspöke is. 343-ban a szófiai zsinaton Canosa püspöke, Stercorius is jelen volt. Nagyjából erre az időszakra tehető az első szerzetesek és remeték megtelepedése a régióban. Az erős bizánci hatás következményeként a vidék első templomai is a keleti építészeti stílusok jegyében épültek meg. Az 5. századtól kezdődően, szintén bizánci hatásra honosodott meg a Mária-kultusz a vidéken, valamint Szent Kozma és Damján tisztelete. A legendák szerint 490-ben Mihály arkangyal megjelent Sipontum püspöke előtt. A csoda helyén épült meg Monte Sant’Angelo szentélye, amely napjainkban is Puglia egyik legjelentősebb zarándokhelye. A zarándokút mentén, amely átszelte a lápos Tavolierét számos kisebb település alakult ki (például San Severo).

### Bizánciak, gótok, longobárdok, szaracénok
A Nyugatrómai Birodalom bukása után a régió bizánci fennhatóság alá került, de az északról betörő gótok is megpróbálták megszerezni. Az amúgy is hanyatlóban lévő gazdasági helyzeten a bizánciak és gótok között dúló háborúk (535–553 között) tovább rontottak. A háború során Totila csapatai Otranto környékének kivételével az egész régiót elfoglalták. Taranto 549-ben esett el, de a bizánciaknak Narses tábornok vezetésével (Belisarius utóda) sikerült rövid időn belül visszafoglalniuk.
A béke rövid ideig tartott ugyanis a Beneventóban megtelepedett longobárd törzsek dél felé indultak, Apulia meghódítására. A bizánciak megállították nyomulásukat és kezdetben sikeresen védték meg városaikat. 570-ben a longobárdok elfoglalták Tarantót, amelyet csak 663-ban sikerült a bizánciaknak ismét visszafoglalniuk a II. Kónsztasz által küldött flotta segítségével. A bizánci flotta távozását követően a longobárdok Grimoald herceg vezetésével ismét megtámadták, és 686-ban elfoglalták a várost.
A 7. században a longobárdok elfoglalták Brindisit és Barit is, és Salento kivételével fennhatóságukat kiterjesztették az egész régióra. A legfontosabb bizánci központ Lecce volt, az ott székelő hivataloknak köszönhetően, de a gazdasági életben a tengerparti városok, Otranto és Gallipoli jelentősége fokozatosan növekedett.
A longobárdok 730-ban foglalták el Barit, élére egy gastaldust (hercegi rangú városvezető) állítottak, aki a beneventói hercegnek volt alárendelve. A longobárdok idején alkották meg a város törvénykönyvét, a Consuetudines Barensest, amely példaképül szolgált más dél-itáliai városok számára.
A longobárdok belső harcai következtében a 9. században Taranto ereje és jelentősége fokozatosan csökkent. 840-ben a városiak elfogtak és bebörtönöztek egy beneventói longobárd herceget, s ez szintén hozzájárult a belső viszályok fokozásához. A longobárdok gyengeségét kihasználva a szaracénoknak sikerült elfoglalniuk a várost, amely több mint 40 éven keresztül a legfontosabb dél-itáliai támaszpontjuk volt, és rabszolga-kereskedelem egyik fontos központja lett. A szaracénok innen indították az Adriai-tenger partjain levő városok elleni portyázásaikat, valamint a campaniai és calabriai fosztogató hadjárataikat. Barit először 839–840-ben fosztották ki. 847-ben az Észak-Afrikából származó szaracénok elfoglalták Barit, és egy kis emírséget alapítottak. Tekintve, hogy a földrajzi közelség miatt Bari kereskedői jó viszonyt ápoltak az afrikai és közel-keleti arabokkal, a muszlim kultúra (kiváltképpen az építészet) egyes elemei mélyen meggyökereztek a városban. A szaracénok folyamatosan hadban álltak a longobárd Beneventói Hercegséggel, illetve a Bizánci Birodalommal.
880-ban I. Baszileiosz bizánci császár hadsereget indított útnak a szaracénok kiűzésére. A bizánci flottának sikerült elvágni a szaracénok tengeri utánpótlási vonalait, így Taranto sikeresen visszakerült a fennhatóságuk alá. 927. augusztus 15-én a szláv Sabir vezette szaracénok ellentámadásba lendültek és végérvényesen elpusztították a görög-római várost: kifosztották, a lakók egy részét lemészárolták, a túlélőket pedig rabszolgaként Afrikába vitték. A pusztítás túlélői a Murgia-fennsík vidékére menekültek. II. Niképhorosz Phókasz bizánci császárt Taranto második alapítójának nevezik, mert 967-ben ő népesítette be újra az elhagyott várost.

Itália 1000-ben

A szaracénok javára jelentős területeket elveszítő Bizánci Birodalom Taranto visszafoglalása után hadjáratot indított Bari visszafoglalására is. A közös velencei és bizánci flottát azonban visszaverték. A kereszténységet féltve, I. Lothár frank császár a fia, a későbbi II. Lajos vezetésével felszabadító sereget küldött Apuliába, de 852-ben vereséget szenvedett. 866-ban II. Lajos újabb hadjáratot tervezett. A bizánciakkal kötött szövetsége kudarcba fulladt, így a várost nem sikerült visszafoglalni. 871-ben ismét megostromolták Barit Lajos seregei, ezúttal a longobárdokkal szövetkezve. Az emírt Beneventóba hurcolták, a város élére pedig ismét longobárd gastaldus került. A longobárd uralom azonban rövid életű volt, mert 875-ben, II. Lajos halála után a bizánciak elfoglalták. A nagy területnyereséggel Barit a bizánciak Dél-Itália fővárosának nevezték ki, és noha a vidék folyamatos fenyegetettség alatt állt a longobárdok részéről, a bizánciak által meghonosított görög kultúra virágzott. A város élére egy katapánt (főkormányzót) neveztek ki. A bizánciak uralmát tovább gyengítették a folyamatos szaracén támadások is. Mivel az egy időben tengeren és szárazföldön való védekezés óriási pénzösszegeket emésztett fel, a bizánciak kiegyeztek a szaracénokkal, és 967-től kezdődően adót fizettek nekik a békéért cserébe.
1002-ben III. Ottó német-római császár seregei Bari alá vonultak, hiszen a császárnak a városban kellett volna fogadnia feleségét, a bizánci császár leányát, Zoét. A császár seregeit azonban a várost visszafoglalni szándékozó szaracénok támadták meg. A harcokban maga a császár is elesett, s végül a város bevételét a velencei flotta segítségével sikerült megakadályozni.
1009-ben Melus (Meles Barensis) vezetésével vallási és főként gazdasági okok miatt felkelés tört ki a bizánci hatalom ellen, amely átterjedt szinte az egész Apulia területére. A felkelőket a normannok segítették, akik fokozatosan terjesztették ki hatalmukat a vidékre. Ezt látva azonban Melus fia, Argürosz átállt a bizánciak oldalára, és a pápai állammal szövetkezve megpróbált fellépni a normannok ellen. A pápai seregek a civitatei csatában azonban alulmaradtak, így a normannoknak sikerült hatalmukat megszilárdítani Dél-Itáliában. Bari, mint az utolsó bizánci város Apuliában, 1071-ben került normann fennhatóság alá, és ettől kezdve önálló hercegi székhely lett.

### A normannok

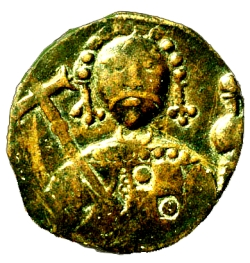
Robert Guiscard arcképe egy korabeli pénzérmén

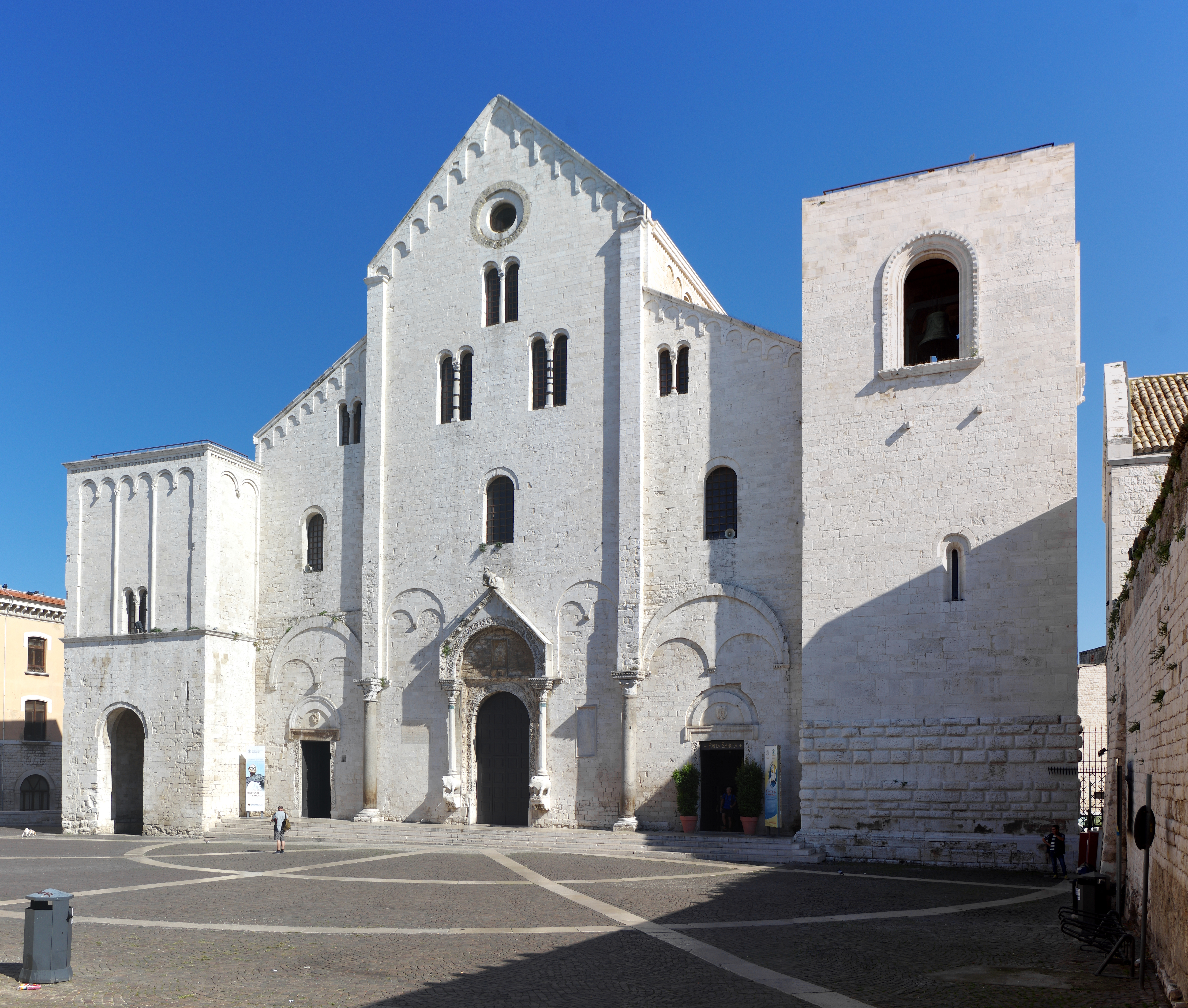
A bari San Nicola-bazilika

Miképp jutottak el a normannok Dél-Európába, még ma sem feltárt folyamat. Annyi bizonyos, hogy kisebb csapatokban érkeztek, és mint zsoldosok harcoltak, gyakran egymás ellen is. Egyre több földet vontak ellenőrzésük alá, így lassan kialakultak a normann fennhatóság alatt álló területek, amelyek más és más kulturális és vallási háttérrel rendelkeztek. Már 1030-ban egy normann lett Aversa grófja, s egyik utódja 1058-ban Capua hercege. De a normannok vezetése alá került Benevento és Salerno is. Ezek latin kultúrájú, katolikus vallású területek voltak. A legjelentősebb dél-itáliai normann család a Hauteville-család volt. Tankrédnak, a dinasztiaalapítónak két házasságból tizenkét fia született, akik közül nyolcan indultak el szerencsét próbálni. Közöttük volt Guiscard Róbert is, akit 1059-ben iktatott be a pápa a bizánci kultúrájú és jellemzően görög ortodox vallású Apulia és Calabria Hercegségébe. Asszimilációs törekvései oda vezettek, hogy nem normann feleségétől származó idősebb fiát (Roger Bosso) tette meg örökösévé, hanem előkelő longobárd származású feleségétől származó második fiát. 1063-ban elfoglalta Tarantót, 1080-ban pedig megalapította a Tarantói Hercegséget. Bari 1071-es elfoglalásával a bizánciak véglegesen kiszorultak Dél-Itáliából. Az új rend urai, a normannok a nyugati keresztény egyházat és a pápát támogatták; ez a keleti egyház befolyását jelentősen csökkentette.
1087-ben a kis-ázsiai Myrából bari tengerészek a városba hozták Szent Miklós ereklyéit. 1089-ben II. Orbán pápa jelenlétében felszentelték kriptáját a bazilikában, és elhelyezték benne az ereklyéket, így a város a kereszténység egyik legfontosabb zarándokhelyévé vált. 1098-ban II. Orbán pápa összehívta a bari zsinatot, egyikét azon zsinatoknak, amelyeken a keleti és nyugati egyházak kibékítésével és újraegyesítésével próbálkoztak.
II. Vilmos apuliai herceg halálát követően II. Hauteville Roger egyesítette az Apuliai Hercegséget Szicíliával. Udvarát Palermóban rendezte be. II. Anaklét ellenpápa támogatásának köszönhetően 1130 karácsonyán az újonnan megalakult Szicíliai Királyság uralkodójává koronázták. Uralkodásának első évtizedében leverte az ellene lázadó városokat, többek között Barit. 1139-ben a mignanói békeszerződésben II. Ince pápa hivatalosan elismerte az új királyság és uralkodója, II. Roger létezését: rex Siciliae ducatus Apuliae et principatus Capuae.
A keresztes háborúk során Bari és Brindisi városai fontos gyülekezőhelyei lettek a Szentföldre induló lovagoknak. A két város jelentős kereskedelmet bonyolított le nemcsak a keresztény Európával, hanem a mediterráneum muzulmán országaival is. Ugyanakkor a dél-itáliai normann hódítások jelentős változásokat hoztak a helyi építészetben is. Mivel Róma elkötelezett támogatói voltak, az elfoglalt görög-bizánci területeken erőteljes latinizációba kezdtek. Ennek két fontos irányvonala volt: a bencések betelepítése a meghódított területekre, valamint nagyszabású egyházi építkezések támogatása. Az apuliai romanika kiemelkedő alkotása a 11. században épült San Nicola-bazilika, amely mintaképül szolgált Trani, Barletta, Ruvo és Bitonto katedrálisai számára.

### A Stauf-ház uralkodása

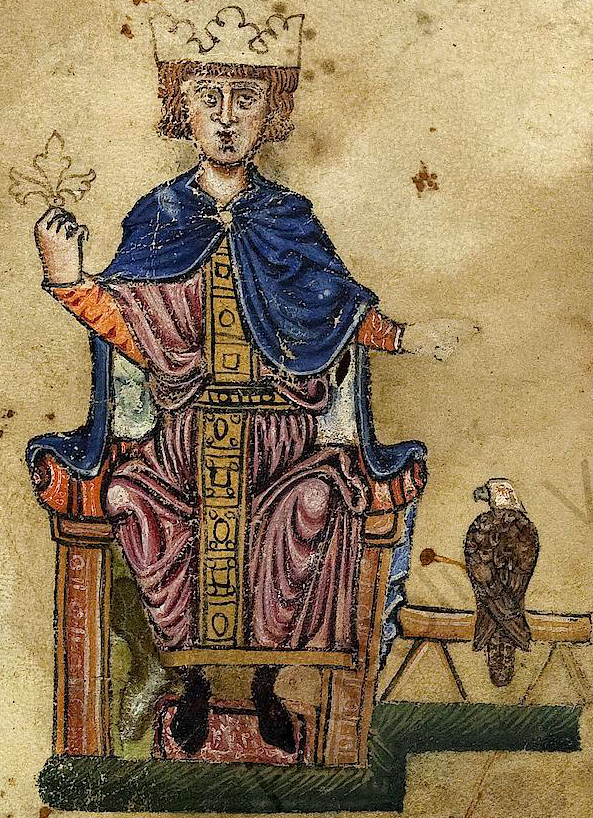
II. Frigyes

II. (Jó) Vilmosnak az 1189-ben bekövetkezett halála után nem maradt utódja. A trónt végül Leccei Tankréd szerezte meg, miután legyőzte távoli rokonát, Andriai Rogert, valamint a trónra szintén igényt tartó VI. Henrik német-római császár hadait, akinek a felesége, Szicíliai Konstancia, II. Roger lánya volt. Konstancia révén fia, II. Frigyes német-római császár igényt tarthatott a szicíliai trónra.
Miután megszilárdította hatalmát a Szicíliai Királyságban, Frigyes, nagyapjának, II. Rogernek a jogi reformjaira támaszkodva uralkodott. Hozzáértésének kitűnő bizonyítéka a Melfi Alkotmány, más néven Liber Augustalis, amelyet 1231-ben hirdetett ki, és amely hosszú időn keresztül példaértékű volt az európai uralkodók számára, ugyanakkor az írott joggyakorlat előfutára is lett egyben. Frigyes idejében vált a Szicíliai Királyság abszolutisztikus monarchiává valamint Európa első központosított államává. Ebben az időszakban épült fel a híres Castel del Monte, amit kedvenc vadászkastélyaként tartják számon, valamint Apulia számos vára, de virágzott az egyházi építészet is. A háborúk miatt elnéptelenedett települések benépesítése érdekében görög és zsidó telepeseket hívott (pl. Altamura, Trani). Egy 1232-ben, Melfiben kiadott oklevélben a császár úgy határozott, hogy négy templomot kivon a püspöki fennhatóság alól, ami azt jelentette, hogy a királynak joga volt kijelölni a szolgáló papokat, akik fizetésüket is tőle kapták. Ezek lettek az úgynevezett királyi bazilikák (Santa Maria Assunta, San Nicola, Monte Sant’Angelo, Sant’Eustachio).
1224-ben kiűzte a szaracénokat Szicíliából és Lucerába telepítette át őket. Itt állandó felügyelet alatt voltak, így nem tudtak fellázadni a Szicíliai Királyság és a Stauffenek uralkodása ellen. A város volt a szaracénok utolsó települése Itáliában. Őket 1300-ban, a II. Anjou Károly által vezetett keresztény csapatok űzték ki a városból.

### Az Anjouk és az aragóniaiak

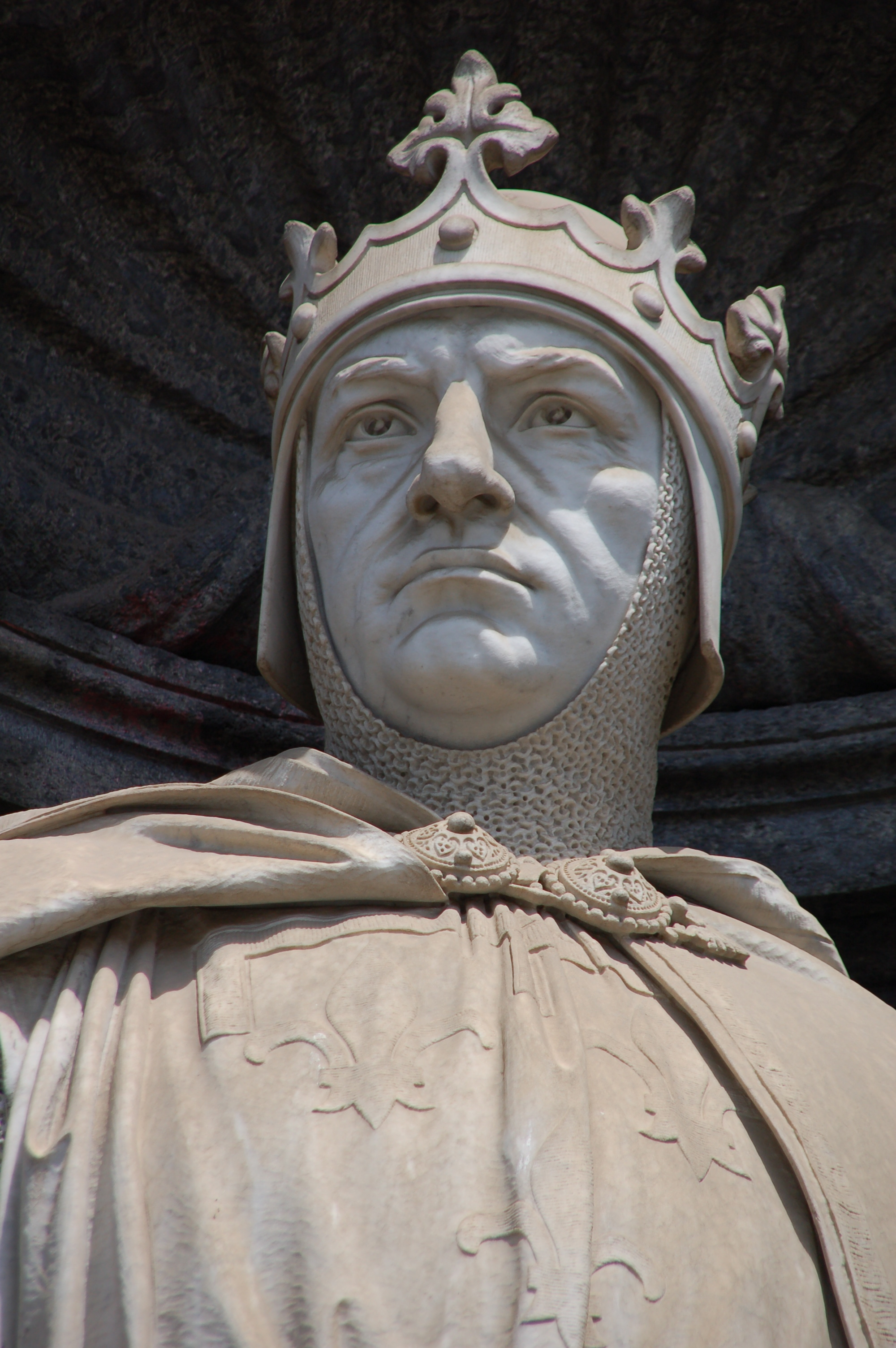
Anjou Károly szobra a nápolyi királyi palota homlokzatán

A pápa és a Hohenstaufok közötti nézeteltérések vezettek az 1266-os Anjou-invázióhoz, amelynek következtében I. Anjou Károly került a trónra. Az Anjouk alatt keserves időket élt meg a tartomány lakossága, mert a kivetett és kegyetlenül behajtott adókon túl az aragóniaiak (akik szintén igényt tartottak a királyságra) elleni hadviselés költségeihez is hozzá kellett járulni. Anjou Károly utódai sem javítottak a tartományban élők sorsán, az általános hanyatlás így Pugliában 1442-ig tartott, amikor az aragóniaiak győzelme következtében a franciáknak vissza kellett vonulniuk a Nápolyi Királyságból. A Puglia északi részén lévő területekről azonban nem voltak hajlandók lemondani. A pápai katonaság segítségével, amelynek vezére a pápa fia, Cesare Borgia volt, bevonultak a Capitanata területére, és megtették az előkészületeket a spanyolok erődítményének, Barlettának az elfoglalására. Az ostromra azonban nem került sor, helyette az emlékezetes „barlettai kihívás” lovagi epizódja zajlott, amelyben a spanyol táborban szolgáló tizenhárom olasz párbajozott ugyanannyi francia vitézzel, és győztek.
Az Anjouk és az aragóniaiak idején Puglia lakosságának helyzete egyre romlott, szinte minden termése – gabona, gyümölcs, olívaolaj, gyapjú stb. – idegenek kezébe került, úgy, ahogy az erdőkben kitermelt fát is idegenek használták fel hajóépítés céljára. A part menti városok, közöttük újonnan létesült kikötőjével Manfredonia, csak nagy nehézségek árán tudták a tengeri köztársaságokkal – Velencével, Genovával, Pisával – a versenyt felvenni.
A régió déli része állandó török fenyegetettségnek volt kitéve. 1481-ben elfoglalták Otrantót, amit az I. Ferdinánd nápolyi király vezetése alatt álló keresztény hadseregnek (amelyben Hunyadi Mátyás csapatai is részt vettek) súlyos veszteségek árán sikerült visszafoglalniuk.
A Magyarországról érkező utazók rendre Puglia kikötőiben szálltak partra, hogy innen folytassák útjukat, többnyire az Anjou királyi székhely, Nápoly felé. Barlettába érkezett 1344-ben Erzsébet, Károly Róbert özvegye, hogy fia, András herceg sorsát a nápolyi udvarban eligazítsa. Erzsébetet nagy pompával fogadták, kétségeit eloszlatták, miután az anyakirálynő megnyugodva távozott. Fellépésével a tragédiát nem tudta megakadályozni; András különös kegyetlenséggel végrehajtott gyilkosság áldozata lett: egy évvel az anyakirálynő látogatása után, 1345. szeptember 18-án éjszaka Aversában Johanna nápolyi királynő udvaroncai felkoncolták.
Miután I. Lajos magyar király 1348 májusának végén elhagyta a januárban elfoglalt Nápolyt, uralma hetek, hónapok alatt összeomlott a királyságban, és ezért 1348 őszén Lackfi István erdélyi vajda vezetésével egy expedíciós sereget küldött a királyságba, hogy a hatalmát visszaállítsa. A vajda és Wolfhardt Konrád német zsoldosvezér serege Lucera városánál a Tarantói Lajos nápolyi király által vezetett tekintélyes, ám hátráló nápolyi sereg nyomába szegődött. A nápolyi sereget Troia városánál érték utol, és 1349. január 23-án tönkreverték. A hadművelet során Lackfi és Wolfhardt elfoglalta Lucera és Troia várát, amelyeket leromboltak, hogy a védelmükre ne kelljen helyőrséget hátrahagyni.
1350 tavaszán I. Lajos megindította második nápolyi hadjáratát. A magyar király és serege Manfredonia városában szállt partra Itáliában, jöttének hírére Barletta is megadta magát. Lajos június közepéig Barletta városában rendezte be főhadiszállását, ezalatt főleg hadseregszervezéssel foglalkozott.
Kétszáz évig tartott a spanyol uralom, amelynek következménye a közállapotok lezüllése. Pestis, malária, különböző járványok tizedelték a lakosságot. A tenger felől állandósult a török fenyegetés. Ebben az időben épültek meg a tengerparti városok nagy erődítményei is. A vidéket a feudalizmus hagyományai szerint kisebb grófságokra és hercegségekre osztották.
A 16. századtól a 18. század elejéig elsősorban a Salento települései virágoztak, mint például Lecce, ahol a városi élet új lendületet kapott a sorozatos pestisjárványok, török fosztogatások után. Vezető szerepe egyre jelentősebbé vált a Nápolyi Királyságban, számos dalmát, görög és velencei kereskedő telepedett meg a városban. V. Károly Puglia hivatalos székhelyévé tette meg, s elrendelte újabb épületek megépítését az állami hivatalok számára. Ez volt a leccei barokk virágzásának a korszaka. A barokk gyors fejlődését az 1571-es lepantói csata segítette elő, hiszen a törökök visszaverésével elmúlt a salentói partok állandó veszélyeztetettsége, és a tengeri kereskedelem is akadálymentesen megindulhatott.

### A Bourbonoktól az egyesítésig

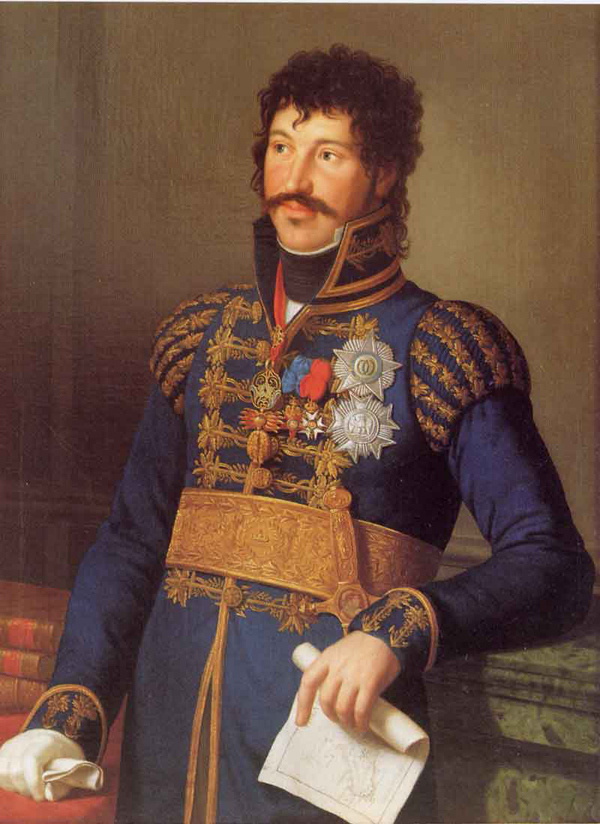
Joachim Murat

Miután a Nápolyi Királyság 1707-ben az osztrák Habsburgok kezébe került, a velencei kereskedők távozása miatt egyes városok elveszítették a korábban kialkudott pénzügyi kedvezményeiket. Ekkor rajzolódott újra a régió kereskedelmi útjainak a térképe. A régióban fontos szerephez jutott Bari és Foggia, de a salentói települések közül Brindisi és Gallipoli is dinamikusabban fejlődött, viszont más, korábban virágzó városok, mint például Lecce, Otranto és a Baritól északra levő kikötők hanyatlásnak indultak. 1734-ben a lengyel örökösödési háború következményeként a nápolyi trónra III. Károly spanyol király került.
A régió életében a 18. század során egyre mélyült ugyan a gazdagok és a szegények közötti szakadék, de ugyanakkor fejlődésnek indult a tudományos élet és a kultúra is.
1799-ben IV. Ferdinándot a Napoléon Bonaparte tábornok vezette francia forradalmi haderő és az őket támogató nápolyiak elűzték a trónról. A királyi pár Szicíliába menekült. A franciák segítségével kikiáltott Második Nápolyi Köztársaság, a Parthenopéi Köztársaság rövid életűnek bizonyult. A katolikus klérus által ösztönzött lazzari-felkelés és a brit flotta aktív beavatkozása visszahozta Ferdinándot a trónra. Ferdinánd 1805-ben úgy döntött, hogy csatlakozik a Napóleon elleni harmadik koalícióhoz. Ez súlyos következményekkel járt. Királysága 1806-ban, az austerlitzi csata után a franciák kezébe került. Napóleon császár a bátyját, Józsefet emelte a nápolyi trónra. Miután József 1808-ban a spanyol trónt kapta meg, Napóleon húga, Karolina és ennek férje Joachim Murat tábornok került a nápolyi trónra.
Murat uralkodása idején jelentős változások zajlottak le úgy régióban, mint a királyság más területein is. Nevéhez fűződik a feudalizmus felszámolása, valamint a tudatos városrendezés bevezetése. Tarantóba telepítette a francia hadiflotta nagy részét egy esetleges Máltáról induló angol támadás kivédésére. 1808-ban elrendelte Bari új negyedének felépítését, amelyet napjainkban is Murattiano néven ismernek. Ezáltal kiemelte a várost a több századon keresztül tartó hanyatlásból. Ekkor bővítették a kikötőt is. Ugyanakkor betiltotta a királyságban tevékenykedő szerzetesrendeket, ami miatt a nagyszabású egyházi építkezéseknek vége szakadt.
1816-ban a királyság ismét visszakerült a Bourbonok fennhatósága alá, majd 1860-ban a királysággal együtt az újonnan alapított Olasz Királyság része lett, ami néhány évtizedig ismét visszavetette a régió fejlődését.

### Az egyesítés után

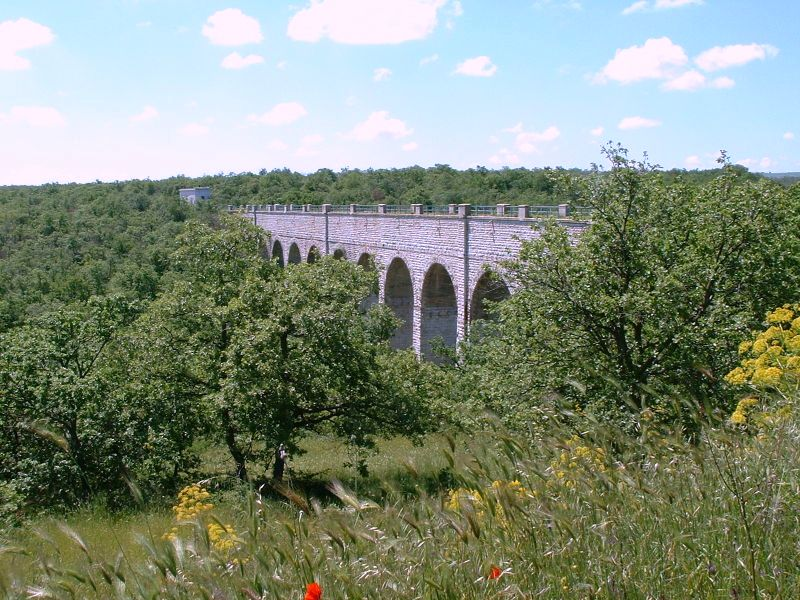
Az apuliai vízvezeték Ruvo di Puglia mellett

Amikor a szicíliai partraszállás után Garibaldi csapatával Nápoly alá érkezett, pugliai önkéntesek ezrei csatlakoztak hozzá. A risorgimento központja Andria volt. Az 1860-ban zajló népszavazáson a régió csatlakozott a II. Viktor Emánuel vezette országegyesítő mozgalomhoz. 1860-ban két hónapig Altamurában székelt a helyi önkéntesek haditanácsa, és itt alapították meg Bari tartomány átmeneti kormányát is. Az egyesítést követően Puglia átmeneti fővárosa lett.
Amikor 1885-re a vasúthálózat elérte Pugliát, a városok közötti forgalom felgyorsult, és ez a körülmény mind az ipari termelés vonalán – fémipar, hadiipar, hajóépítés, általában az építőipar –, mind a kereskedelmi életben rohamos fejlődést indított el. Az ipari fejlődés elsősorban Tarantóban mutatkozott, de Bari is iparosodott, főként a mechanikai, a fémfeldolgozó és a textilipar területén. Mindkét város kereskedelmének megerősödésében szerepet játszott a kikötő, amely Taranto esetében egyre inkább hadikikötőt jelentett.
A városok gyarapodása és területi növekedése fokozta az építőanyagok iránti keresletet és a regionális infrastruktúra kiépítésének igényét. Ugyanakkor a vidék helyzete a termelés struktúráját, technikáját és irányítását tekintve nem javult. Jellemző, hogy a mezőgazdaság legnagyobb gondja a szárazság következményeinek kiküszöbölése, a nagyszabású vízvezeték-hálózat megépítése a földbirtokosok határozott ellenállásába ütközött, akik csak a huszadik század elején változtattak magatartásukon, amikor már a városi lakosság is sürgette a vízellátási gondok megoldását. Az apuliai vízvezeték Nápoly környékéről kiindulva összesen 3600 kilométer hosszúságú, és 1933-ra meg is épült. A vízvezeték-rendszer részben nyitott medencében, részben föld alatt vezetve öt pugliai megyét lát el vízzel.
Az általános országos fejlődés ellenére Puglia megmaradt elmaradott állapotában, amely a nemzeti egység létrejötte óta mint a déli kérdés egyik oldala szerepel a köztudatban, és változatlanul megoldatlan. Az egyesülés azonban nem minden téren hozott jó irányú változást. A 19. század utolsó évtizedeiben, a Dél-Olaszországot sújtó és egyre inkább elmélyülő általános szegénységre való válaszként megszületett a brigantaggio (rablóbandák). A francia és olasz kereskedelmi háborúk miatt súlyos gazdasági válság lépett fel, aminek következtében megindult a lakosság elvándorlása Észak-Olaszország, Európa más államai, valamint Észak-Amerika felé.
A 19. század végén Dél-Olaszország egyik legégetőbb problémája a malária felszámolása volt. A sorozatos járványok miatt az egykori Nápolyi Királyság területét a Halál Királyságaként is emlegették. A betegségnek tudták be a déli területek gazdaságának elmaradottságát. Csak a 20. század első éveiben kezdtek el foglalkozni a malária felszámolásával, de csak a második világháború után sikerült teljesen visszaszorítani.

### A világháborúk idején

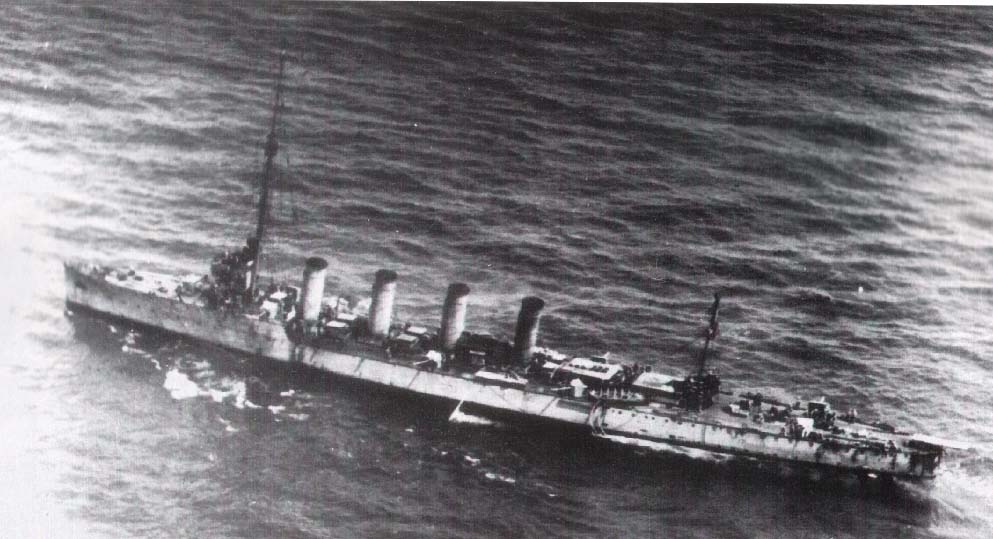
A sérült SMS Novara az otrantói csata után

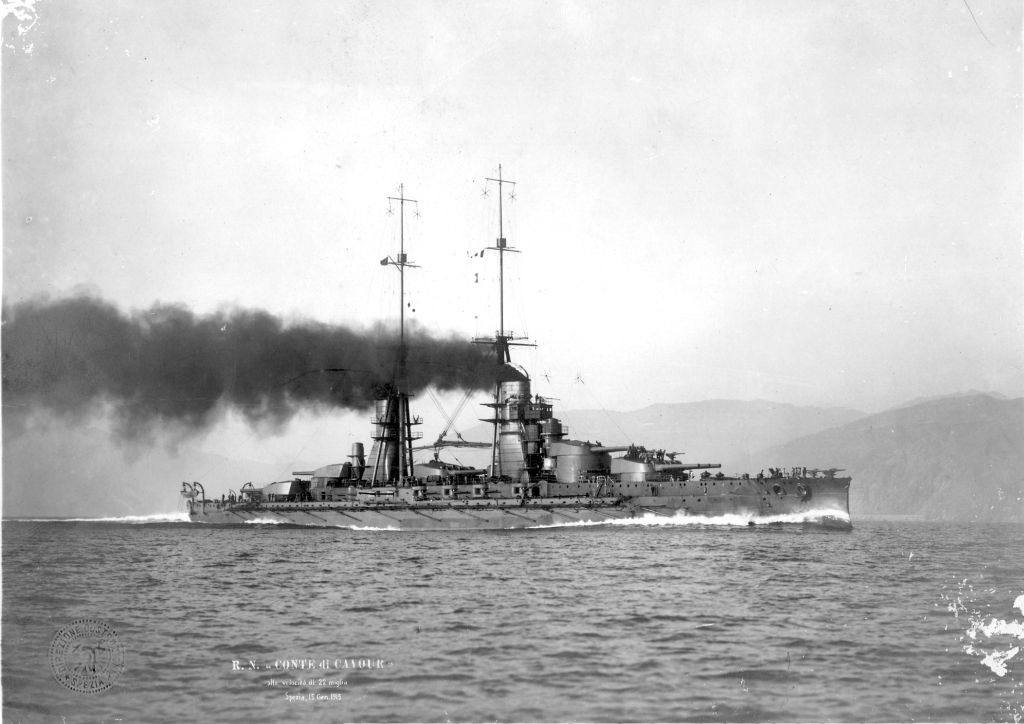
Az elsüllyesztett Conte di Cavour hadihajó

A két világháborút komolyabb veszteségek nélkül átvészelte. Az első világháborúban nagy szerep jutott Taranto régi és új hajógyárának, a Franco Tossinak. Az itt dolgozó munkásokat a kikötő kiemelt jelentősége miatt jobban megfizették, az itt állomásozó katonákból pedig a helyi kereskedők húztak hasznot. A háború pusztító erejét a város 1916. augusztus 2-án élte át, amikor az osztrákok a Leonardo da Vinci hadihajóra időzített bombát szereltek, és így küldték be a hadikikötőbe, ahol robbanása súlyos pusztításokat okozott.
Az első világháború során az Otrantói-szorosban több heves csatát vívtak egymással az antant- és a központi hatalmak, illetve elsősorban az osztrák-magyar és olasz fél. A Császári és Királyi Haditengerészet – együttműködve a Német Birodalom Haditengerészetével – a szoroson át kívánt tengeralattjárókat juttatni a Földközi-tengerre, hogy zavarják az antant hajóinak közlekedését. Ennek megakadályozására az antant tengeri védőzárat épített ki.
A szorosban a tengeri csatákon kívül lejátszódott még egy nagyon fontos evakuálási hadművelet is, erre menekítették ki a szerb és montenegrói hadsereget 1915–16-ban, a központi hatalmaktól elszenvedett vereségük után. A fontos átjáró ellenőrzésének birtoklásáért négy csata zajlott, amelyből az elsőben szerény antant, a másodikban szintén kismértékű osztrák-magyar, a harmadikban, mint a legnagyobb mediterránumban zajló csata során jelentékeny német-osztrák-magyar győzelem született Horthy Miklós vezetésével. A negyedik otrantói csata során elsüllyesztették a legnagyobb k.u.k csatahajót, az SMS Szent Istvánt.
A két világháború között Mussolini önkényuralmi rendszerében a városok modern arculatának kialakításához az építészek a császári Róma építészetéből merítettek inspirációt, így az általuk tervezett óriási méretű középületek, monumentális tenger parti sétányok – Bariban, Brindisiben, Tarantóban – a politikai rendszer presztízsét voltak hivatva erősíteni.
A második világháborúban, néhány, katonai szempontból fontos városnegyed bombázásától eltekintve – a foggiai vasúti csomópont, Brindisi repülőtere és kikötői, Bari és Taranto kikötője – a régióban jelentős anyagi kár nem keletkezett. Tarantóban, a Mar Piccolóban az Olasz Tengerészet a hadihajók építésére összpontosított, ez a hajógyárak számára új munkalehetőséget jelentett. A többi gazdasági ágban viszont krízishelyzet lépett fel. A bombatámadásoktól is tartó lakosság elhagyta a várost, és Puglia régió falvaiba menekült. 1940. november 12-ének éjszakáján az angol Illustrious repülőgép-hordozóról indított harci repülőgépek súlyos bombatámadást mértek a Mar Piccolóban állomásozó olasz flotta ellen. A Conte di Cavour csatahajó elsüllyedt, a Littorio és Caio Duilio csatahajók pedig súlyosan megsérültek. A támadás 56 halottat és 600 sebesültet követelt. Az olaszoknak mindössze két Swordfish-típusú repülőgépet sikerült megsemmisíteniük. Miután a szövetséges seregek elfoglalták Dél-Olaszországot, a hadiflotta Tarantóból Nápoly, La Spezia és Genova kikötőibe menekült. Benito Mussolini leváltása és az ezt követő fegyverszünet következtében a megszálló német csapatok elmenekültek, a város pedig a szövetségesek kezére került („Slapstick hadművelet”).
A második világháború alatt jelentős partizánmozgalom bontakozott ki a németek ellen. Barletta volt az első olasz ellenállási mozgalom színhelye. 1943 szeptembere és 1944 februárja között Brindisi lett Olaszország átmeneti fővárosa. Bari a világháború egyik tragikus eseményének volt színhelye 1943. december 2-án, amikor a már szövetséges csapatok kezén lévő várost a német Luftwaffe bombázta. Ekkor találat érte a John Harvey nevű szövetséges hadihajót is, amely nagy mennyiségű mustárgázt szállított arra az esetre, ha a német csapatok vegyi fegyvereket is bevetnének a háborúban. A kiszabadult mustárgáz számos halálos áldozatot követelt, mivel a helyi hatóságok és orvosok sem tudtak létezéséről, így nem tudtak időben intézkedni. Winston Churchill parancsára az összes aktát és feljegyzést megsemmisítették, így a tragédia oka sok évig ismeretlen maradt. A halálos áldozatok pontos számáról konkrét adatok nincsenek, a különböző feltételezések száztól néhány ezerre teszik számukat.
Miután 1946-ban Olaszországban kikiáltották a köztársaságot, a kereszténydemokrata kormány földbirtokreformot kezdeményezett, amelynek keretében több mint százezer hektár, korábban nagybirtokhoz tartozó földet osztottak fel, és e birtokrészekhez lakótelepek is épültek. Kiépült a vízhálózat és az elektromos hálózat, ami hozzájárult a mezőgazdasági hátország modernizálásához. A déli kérdés megoldására irányuló felzárkóztatási programoknak köszönhetően született meg a Bari-Brindisi-Taranto háromszög, amelyen belül az ipari fejlesztés a szolgáltatások és az infrastruktúrák kiépítésével párhuzamosan halad. Taranto fémfeldolgozó üzemei és finomítói, Brindisi petrolkémiai vállalatai, Bariban a Fiat telepek jelzik a dinamikus gazdasági növekedést és azt a szerkezeti átalakulást, amely már tőkét vonz a tartomány gazdaságába, és egyre inkább elősegíti Puglia autonóm fejlődését.

## Közigazgatása

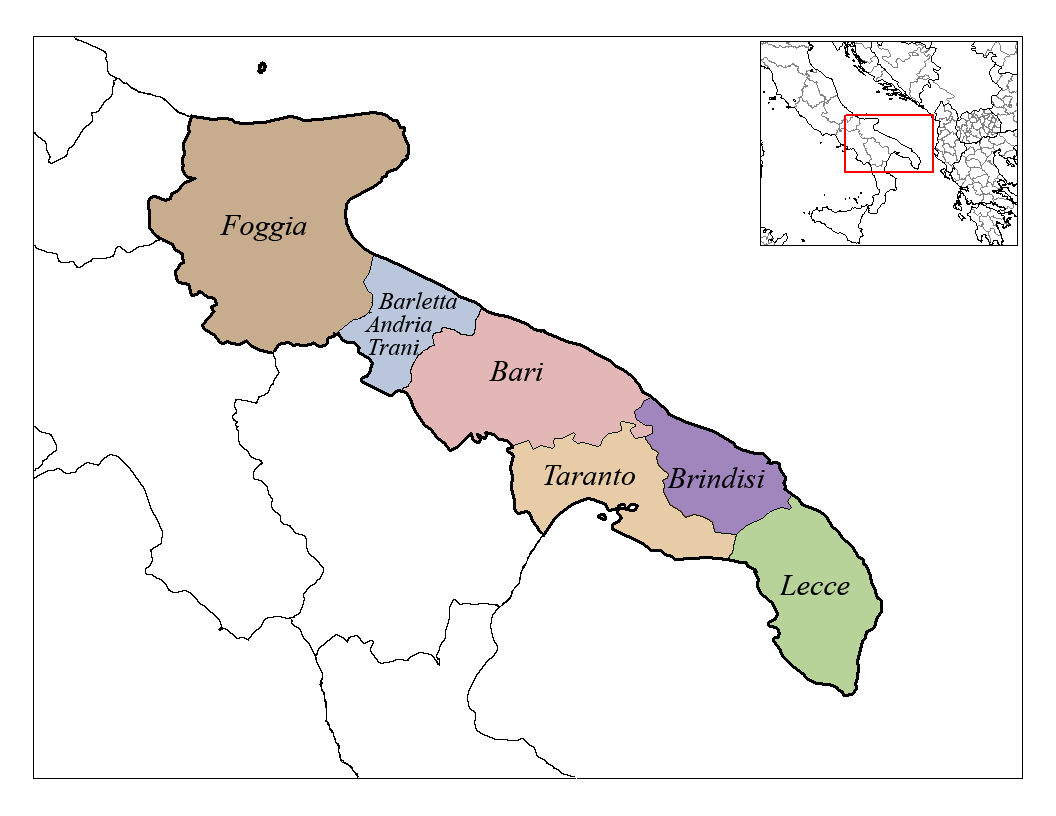
Puglia megyéi

Puglia területe hat megyére (provincia) van osztva:
| Megye                                                      | Székhely                |
| ---------------------------------------------------------- | ----------------------- |
| Bari (Provincia di Bari)                                   | Bari                    |
| Barletta-Andria-Trani (Provincia di Barletta-Andria-Trani) | Barletta, Andria, Trani |
| Brindisi (Provincia di Brindisi)                           | Brindisi                |
| Foggia (Provincia di Foggia)                               | Foggia                  |
| Lecce (Provincia di Lecce)                                 | Lecce                   |
| Taranto (Provincia di Taranto)                             | Taranto                 |

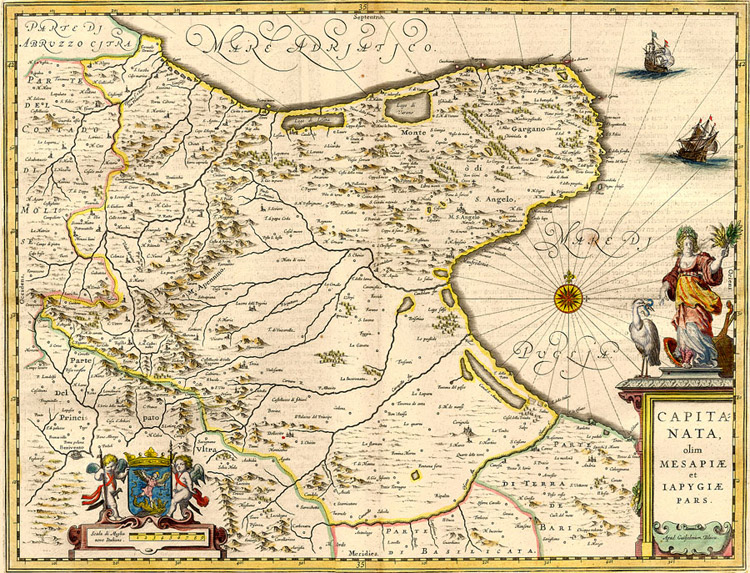
A Capitanata térképe 1645-ből

A régiót Olaszország 1861-es egyesítése után hozták létre három, a Nápolyi Királyságban létező közigazgatási egység (giustizierato) egyesítésével:
- Capitanata – Nagyjából a mai Foggia megyének felel meg. A 14. századtól a 16. század második feléig központja San Severo volt, 1806-ig Lucera, majd ezt követően Foggia. Az első világháború után egyes Avellino megyei községeket Foggia megyéhez csatoltak (Accadia, Orsara di Puglia, Anzano di Puglia és Rocchetta Sant’Antonio).
- Terra di Bari – A mai Bari és Barletta-Andria-Trani megyék területét ölelte fel, illetve néhány községet Brindisi megyéből. 1586-tól 1806-ig adminisztratív központja Trani volt, ezt követően Bari lett. Barletta-Andria-Trani a legújabb megye a régióban, 2009-ben alapították Bari megye északi községeinek leválasztásával.
- Terra d’Otranto – A mai Taranto, Brindisi és Lecce megyék területére terjedt ki. Első központja a névadó Otranto volt, majd a 12. századtól kezdődően Lecce. 1923-ban alakították ki nyugati részének leválasztásával a Jón megyét, amely 1951-ben felvette Taranto nevét. 1927-ben alakították ki Brindisi megyét az északnyugati községek leválasztásával, illetve Fasano és Cisternino elcsatolásával Baritól.

1946-ban felmerült, hogy a Salento vidékét válasszák le Pugliától, külön régiót alapítva.

## Népessége
Puglia lakossága 4 084 035, ezzel a nyolcadik helyet foglalja el az olaszországi régiók sorában. A népsűrűség átlagosan 211 fő/km², ami magasabb az olaszországi átlagnál (199,5 fő/km²). Megyékre bontva, a lakosság száma a következőképpen alakul:
| Megye                 | Községek száma | Lakosság (2009. január 1.) | Terület (km²) | Népsűrűség (fő/km²) |
| --------------------- | -------------- | -------------------------- | ------------- | ------------------- |
| Bari                  | 41             | 1 254 461                  | 3821          | 328                 |
| Lecce                 | 97             | 813 556                    | 2759          | 295                 |
| Foggia                | 61             | 640 891                    | 6965          | 92                  |
| Taranto               | 29             | 580 525                    | 2430          | 239                 |
| Brindisi              | 20             | 403 096                    | 1840          | 219                 |
| Barletta-Andria-Trani | 10             | 391 506                    | 1543          | 254                 |
| Összesen              | 258            | 4 084 035                  | 19 358        | 211,1               |

2009. december 31-én 63 868 bevándorlót tartottak számon, ezek közül a legtöbben az alábbi országokból érkeztek:
| - Albánia: 19 520 fő - Románia: 10 013 fő - Marokkó: 5514 fő | - Kína: 3156 fő - Lengyelország: 2586 fő - Tunézia: 1821 fő - Ukrajna: 1801 fő | - Szenegál: 1291 fő - Bulgária: 1124 fő - Mauritius: 1123 fő |

A régió legnépesebb települései (50 000 lakos felett; kiemelve a megyeközpontok):
| Község   | Megye                 | Népesség (fő) | Terület (km²) | Község      | Megye                 | Népesség (fő) | Terület (km²) |
| -------- | --------------------- | ------------- | ------------- | ----------- | --------------------- | ------------- | ------------- |
| Bari     | Bari                  | 320 211       | 116           | Molfetta    | Bari                  | 59 925        | 58            |
| Taranto  | Taranto               | 196 565       | 217           | Cerignola   | Foggia                | 58 837        | 594           |
| Foggia   | Foggia                | 152 990       | 508           | Manfredonia | Foggia                | 57 244        | 352           |
| Andria   | Barletta-Andria-Trani | 100 086       | 408           | Bitonto     | Bari                  | 56 320        | 173           |
| Lecce    | Lecce                 | 95 027        | 238           | San Severo  | Foggia                | 55 486        | 333           |
| Barletta | Barletta-Andria-Trani | 93 998        | 146           | Bisceglie   | Barletta-Andria-Trani | 54 431        | 68            |
| Brindisi | Brindisi              | 89 719        | 328           | Trani       | Barletta-Andria-Trani | 53 751        | 102           |
| Altamura | Bari                  | 69 110        | 427           |             |                       |               |               |

### Nyelvjárások
A régió nagyon változatos a beszélt dialektusokat tekintve. Északon, a Tavoliere területén a foggiai dialektust beszélik, Bari környékén a bari dialektust, Taranto környékén a tarantói dialektust, míg Lecce környékén a salentói dialektust. A Salento vidékén több településen a görög nyelv egyik változatát, a grikót, a 15–16. században betelepedett albán bevándorlók által lakott településeken az albán nyelv helyi változatát, az arberest beszélik. Foggia és Faeto környékén kisszámú frankoprovanszál közösség él.

### Vallási élet
A régió túlnyomó része római katolikus keresztény, más vallások a bevándorlók révén jelentek meg, illetve az itt élő kisebbségek (griko, arberes) révén. A régió négy egyháztartományra van osztva (bari-bitontói, leccei, tarantói és foggia-bovinói), amelyek tizenkilenc egyházmegyét ölelnek fel. Az egyháztartományokban a katolikusok aránya a népesség számához viszonyítva 98% felett van. A régióban négy jelentős zarándokhely található. Monte Sant’Angelo szentélye Mihály arkangyal jelenéseiről híres. San Giovanni Rotondóban élt Pio atya, akinek tiszteletére Renzo Piano tervezett zarándoktemplomot 2004-ben. San Marco in Lamis ferences kolostorában őrzik Máté apostol, Bariban pedig Szent Miklós ereklyéit.

## Kultúrája

### Építészet

#### Az ókor építészete

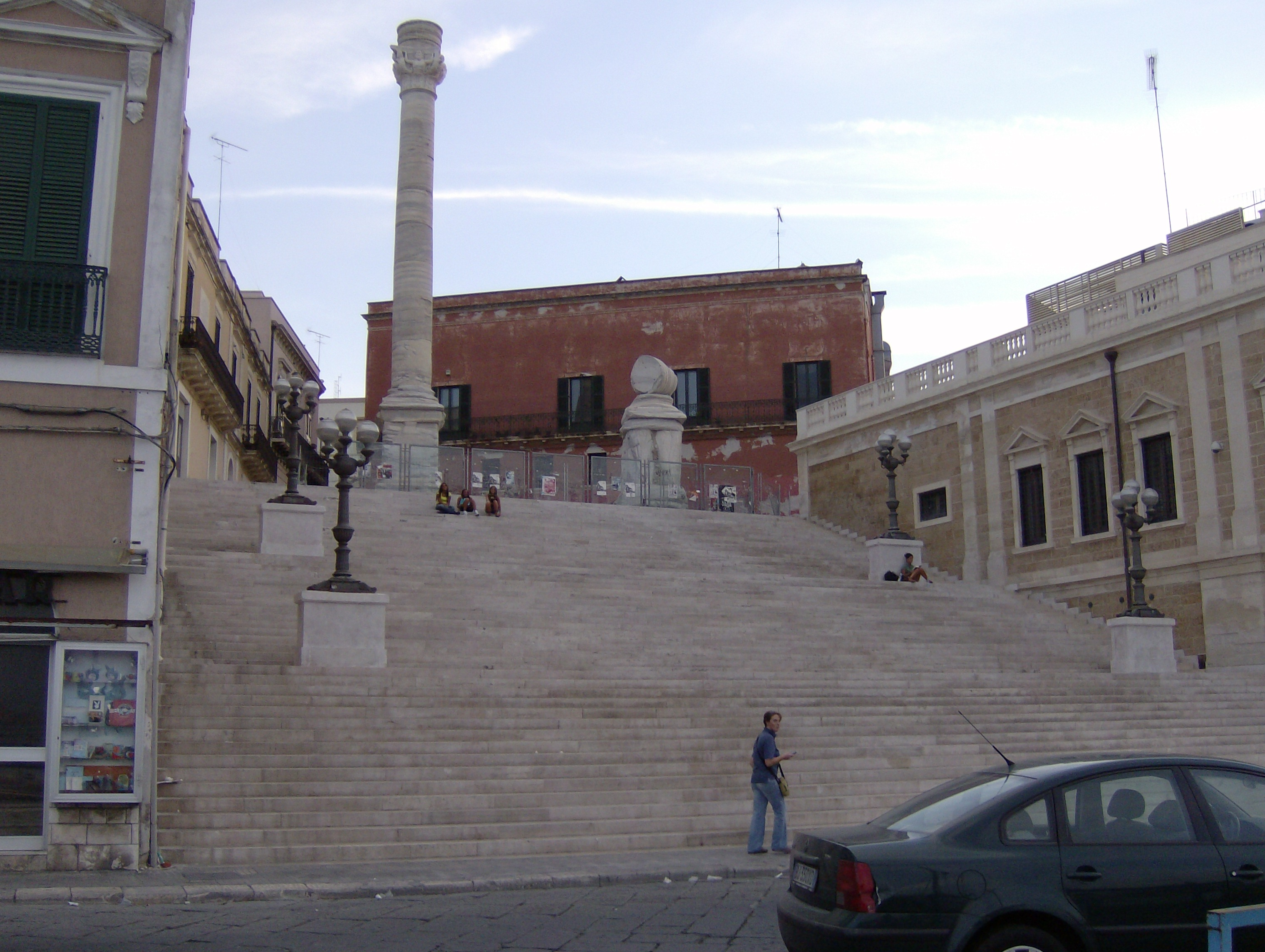
A Via Appia végét jelző oszlopok Brindisiben

Ez a vidék az ókorban Magna Graecia egyik legjelentősebb és legforgalmasabb része volt, köszönhetően a tengerparti kikötőknek. Jelentőségét a római uralom alatt is megtartotta, ennek bizonyítéka, hogy két fontos birodalmi út, a Via Appia és a Via Traiana is átszelte.
A görög telepesek érkezése előtti időszakból kevés emlék maradt fenn. A Gioia del Colle melletti Monte Sannace Régészeti Parkban egy peucetius falu maradványai kerültek elő. Ceglie Messapica mellett messzápok építette küklópikus falak láthatók. További messzáp emlék Mesagne nekropolisza. A Torchiarolo melletti Valesio Régészeti Parkban, valamint a Poggiardo melletti Vaste Régészeti Parkban ősi messzáp település romjai láthatók. A görög időkből szintén kevés emlék maradt fenn, például a tarantói Poszeidón-templom romjai, a canosai Minerva-Iliasz Athéné templom romjai, valamint a hipogeumok. A legtöbb ókori emlék a Római Birodalom idejéből származik: Lucera amfiteátruma, az Ofanto felett átívelő kőhíd, a canosai diadalív, Herdoniae romjai, a Via Appia végét jelentő oszlopok Brindisiben, valamint Rudiae és Egnathia romvárosai.
Az ókori régészeti leletek a ruvói, canosai, brindisi és leccei múzeumokban vannak kiállítva. A legjelentősebb gyűjteménnyel a Tarantói Nemzeti Régészeti Múzeum rendelkezik. Itt gyűjtötték össze a görög időkből származó legértékesebb kerámiákat, érméket, szobrokat.

#### A középkor építészete
A kora középkorból nagyon kevés építészeti emlék maradt fenn, tekintve, hogy a régióban folyamatosan háborúk dúltak. Ebben az időszakban a bizánci kultúra volt a legnagyobb hatással a művészetekre, valamint a 8–9. században az iszlám művészet is teret hódított. A bizánci építészet egyik jellegzetessége, hogy a templomoknál az egyenes főhajó helyett több kupolát építettek. E stílusban épült a Rodi Garganicó-i San Nicola di Mira-templom, valamint Torre Santa Susanna és Carpignano Salentino temploma, a San Pietro di Crepacore. Bizánci stílusban dekorálták a canosai lagrastai hipogeumokat. Nevezetes bizánci műemlék továbbá a szintén canosai Hauteville Bohemund mauzóleuma. Iszlám építészeti emlékek nem maradtak fenn, de bizonyos stíluselemek a későbbi romanikában tovább éltek.

#### Apuliai romanika

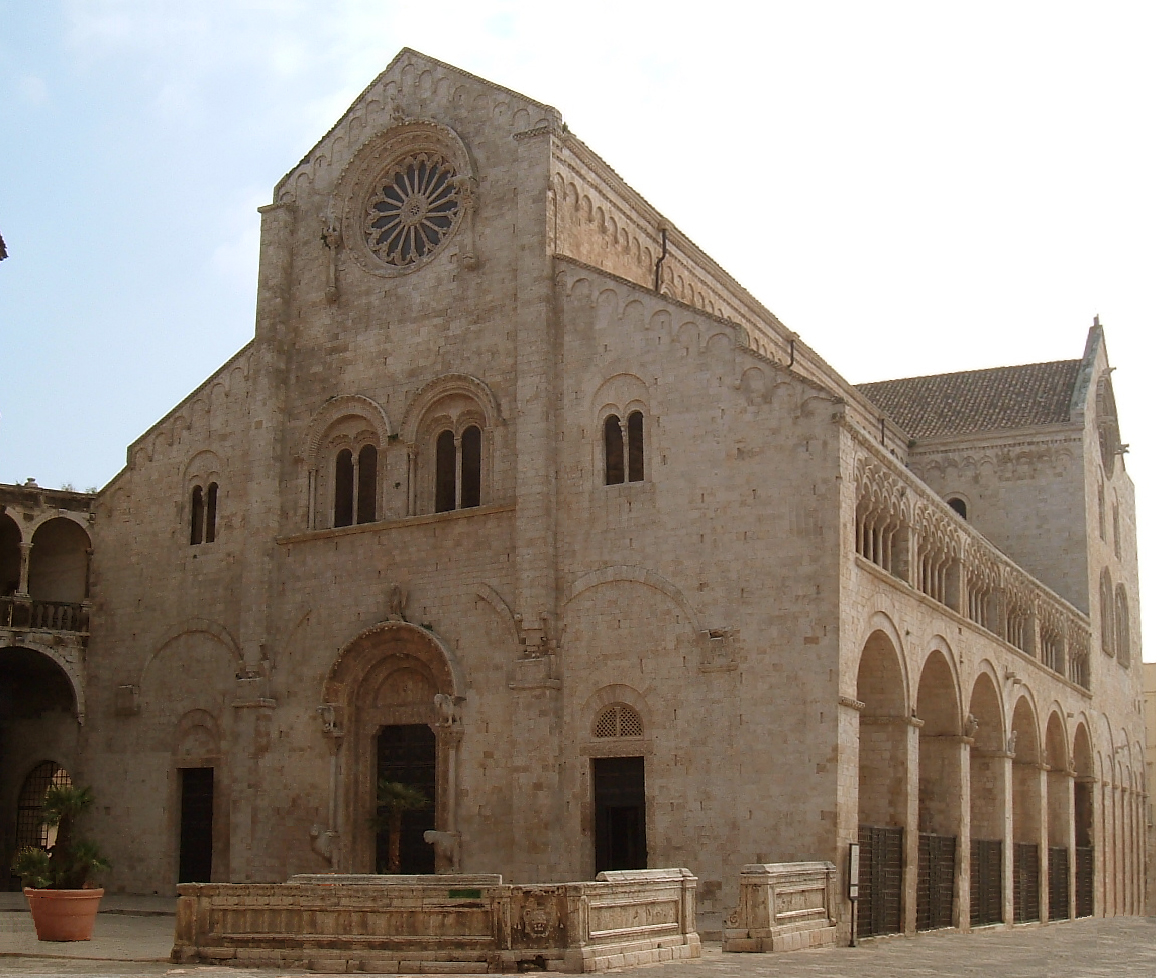
A bitontói San Valentino-katedrális

A dél-itáliai normann hódítások jelentős változásokat hoztak a helyi építészetben is. Mivel Róma elkötelezett támogatói voltak, az elfoglalt görög-bizánci területeken erőteljes latinizációba kezdtek. Ennek két fontos irányvonala volt: a bencések betelepítése a meghódított területekre, valamint nagyszabású egyházi építkezések támogatása. Ennek a kornak a meghatározó művészeti stílusirányzata Európában a romanika volt, amely visszanyúlt a klasszikus római építészethez, és annak stíluselemeit ötvözte. A stílus alapvető elemei a masszív falak és oszlopok, a kerekített boltívek és a lapos mennyezetek. Apuliában, így Bariban is, ez a stílus erősen ötvöződött a helyi bizánci és szaracén behatásokkal, ennek eredményeként a hagyományos, romanikára jellemző stíluselemek eklektikus módon más stíluselemekkel keveredtek, így váltak a hagyományosan kevésbé díszítettből erősen díszített formák. A festészetben továbbra is a bizánci stíluselemek érvényesültek, viszont a szobrászatban (amely elsősorban a katedrálisokhoz kötődött) erősen érezhetők az európai romanikától eltérő gazdag díszítések (virág- és állatmotívumok). Az apuliai romanika kiemelkedő alkotása a 11. században épült San Nicola-bazilika, amely mintaképül szolgált Trani, Barletta, Ruvo és Gravina katedrálisai számára. A normann hatalom megszilárdulásával sem felejtődtek el ezen stíluselemek, mint ahogyan azt a később épült sipontói, troiai és molfettai katedrálisok is bizonyítják. Bitonto, Otranto, Molfetta, Troia és Bari katedrálisai együtt szerepel azon helyszínek között, amelyeket kiemelkedő építészettörténeti jelentőségük miatt világörökségnek javasolnak.

#### Normann-Stauf várépítészet

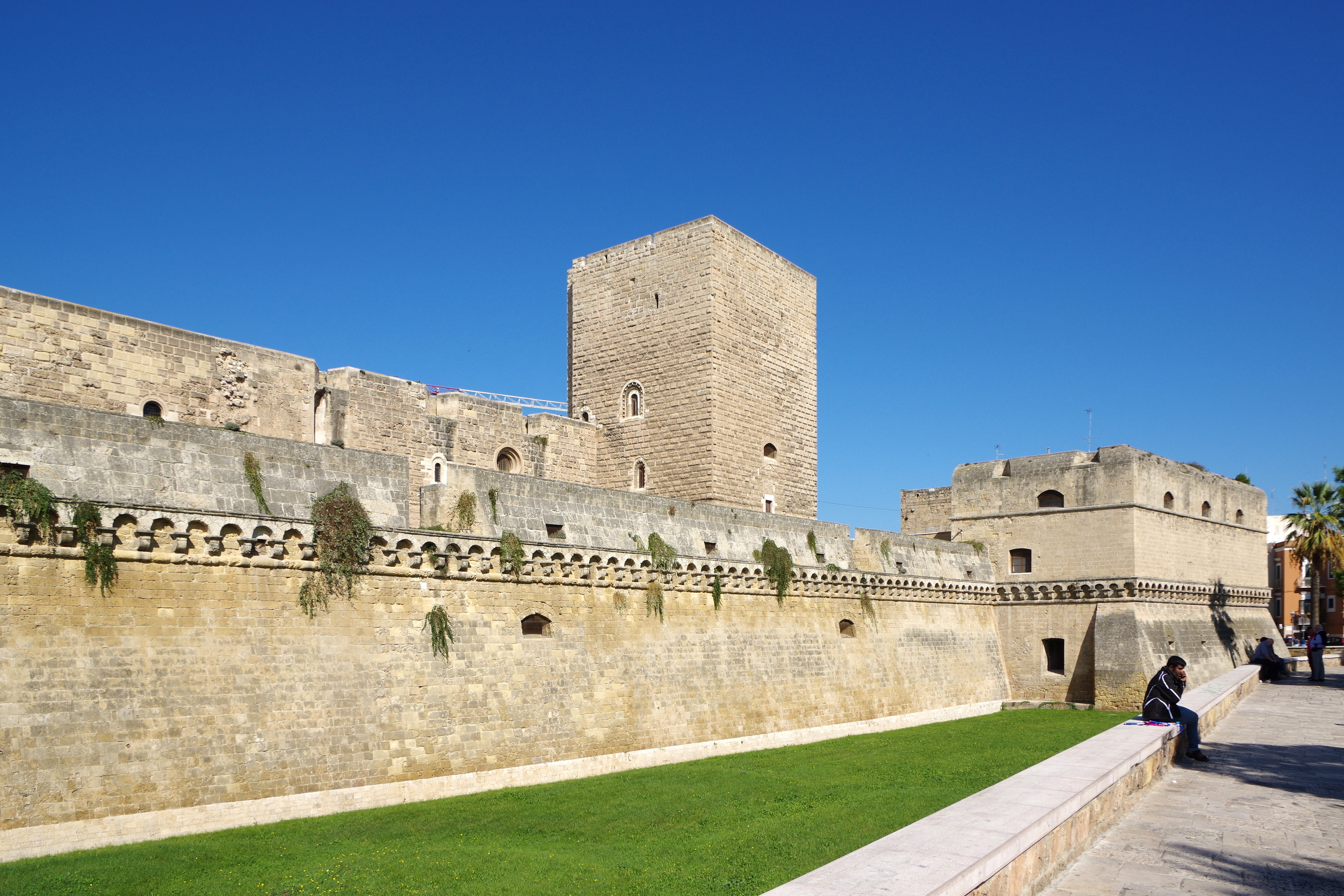
A bari vár

A 13. században, II. Frigyes uralkodása idején a régióban, valamint a szomszédos Basilicatában nagyszabású várak építését kezdték el, illetve folytatták a korábban, a normannok által megkezdettek építését, hogy védelmet biztosítsanak a tenger valamint a szárazföld felől érkező ellenséges seregek ellen. Mivel II. Frigyes nagy érdeklődést mutatott a geometria iránt, a várak nagy része előre meghatározott, mondhatni típustervek alapján épült meg. A legtipikusabb példája ennek a szabályos nyolcszög alaprajzú Castel del Monte, amit – köszönhetően érdekes és egyedi építészeti megoldásainak – az UNESCO 1996-ban a világörökség részévé nyilvánított. A várak erős gótikus jellemvonásokat mutatnak, ahol viszont csak újjáépítés történt, ott megőrizték a tipikusan normann elemeket is, mint például a központi tornyot, amely a védelmi funkció mellett lakóhelyként is szolgált. A vastag falakat lőrésekkel látták el és erős sáncokkal vették körbe. A dél-itáliai normann építészet érdekessége, hogy teljesen eltérő elemekkel dolgozik, mint Angliában vagy Franciaországban, erősen hatnak rá a bizánci és arab stíluselemek, amelyekkel itt, Pugliában kapcsolatba került. A várak egy részét a későbbiekben az aragóniai- és Anjou-ház uralkodói kibővítették, továbbépítették. A normann-Stauf várépítészet legszebb példái Apricenában, Bovinóban, Candelában, Lucerában, Manfredóniában, Bariban, Conversanóban, Brindisiben és Copertinóban láthatók.

#### A gótika kora
A gótika meghonosodása a francia földről érkező Anjou-ház trónra kerülésével kezdődött. A romanika emlékeihez képest jóval kevesebb gótikus épület maradt fenn. Az egyik legszebb példája a lucerai dóm, amely egy mecset helyén épült fel 1302 és 1317 között. További értékes gótikus épületek a szintén lucerai San Francesco Antonio Fasani-szentély, a barlettai Santo Sepolcro-templom, a galatinai Santa Caterina d’Alessandria-bazilika valamint a cerignolai katedrális. Gótikus elemek ötvöződnek más stíluselemekkel Barletta, Altamura és Nardò katedrálisaiban.

#### A barokk kora

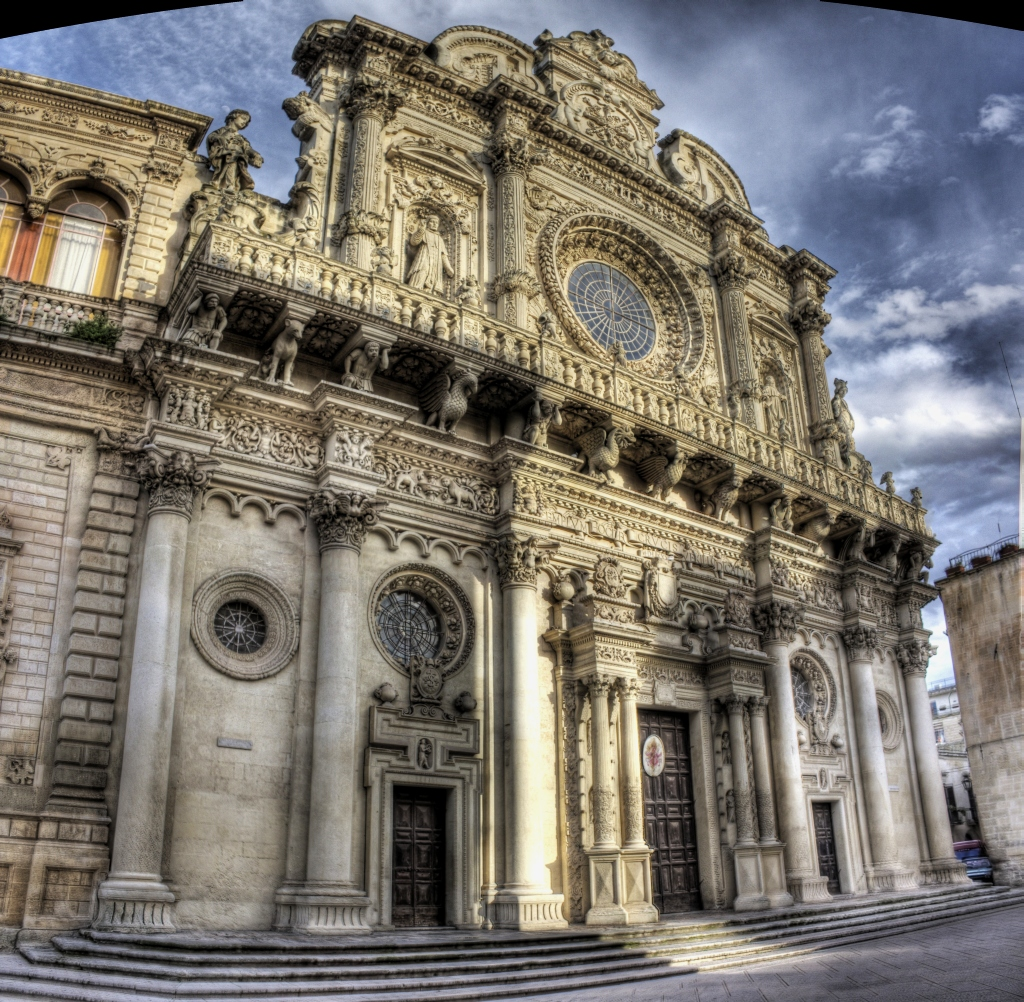
A leccei Santa Croce-bazilika homlokzata

A barokk szülővárosa Róma volt, ahonnan a stílus gyorsan terjedt el Itália-szerte. Számos helyi formája alakult ki, így Leccében is. A barokk gyors fejlődését az 1571-es lepantói csata segítette elő, hiszen a törökök visszaverésével elmúlt a salentói partok állandó veszélyeztetettsége, és a tengeri kereskedelem is akadálymentesen megindulhatott. A barokk meghonosításában a klérusnak volt nagy szerepe, különösen a jezsuitáknak, celesztinusoknak és teatinusoknak, akik állandó kapcsolatokat ápoltak Rómával és ismerték az ottani építkezési stílusokat.
A leccei barokk (olaszul barocco leccese) egyik fő jellegzetessége, hogy nem alakítja át a teret, azaz megmarad a klasszikus építészeti formák mellett, viszont a díszítések terén sokkal inkább a formagazdagság, a túltelítettség irányába mozdul el. E sajátos építészeti stílus kialakulását befolyásolta a helyi építőanyag, az úgynevezett leccei mészkő rugalmassága és könnyű megmunkálhatósága. Ez hozzájárult a művészek ötleteinek szárnyalásához, hiszen bármit rövid idő alatt ki lehetett faragni ebből az alapanyagból. Elsősorban az épületek homlokzataira jellemzőek a teljes alakú szoborcsoportok (emberi, állati és bizarr formák), a növényi motívumokkal díszített párkányzatok, a rengeteg kariatida, puttó, voluta, mitológiai motívumok. Az ablakkeretek és a bejárati portálok szintén erősen díszítettek. Egy másik jellegzetessége a leccei barokknak a kromatika hiánya. Az épületek külsejét nem festették le, és így a mészkő természetes színének és a napsugarak kölcsönhatásának eredményeképpen arany színben tündökölnek. Az épületek belsője sokkal visszafogottabb díszítésű. A leccei barokk legjellemzőbb példája a Santa Croce-bazilika.
A régió északi részén, a Capitanata területén a leccei barokktól eltérő, az európai késő barokk jellemzőit felvonultató irányzat alakult ki. A helyenként rokokó stílusjegyeket mutató építmények közül a leghíresebbek San Severo valamint Foggia katedrálisai és középületei.

#### A 19–20. század építészete

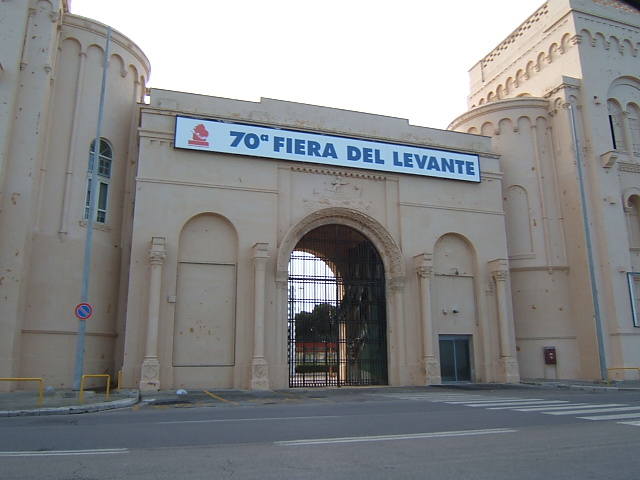
A bari vásárközpont főbejárata

A 19. század elején, Joachim Murat uralkodása idején döntöttek a déli városok kibővítéséről, és ekkor indult meg a tudatos várostervezés is, ami Bari és Taranto újvárosainak négyzethálós utcaszerkezetében is tetten érhető. A 19. század végén, a 20. század elején a kor kívánalmainak megfelelően a legtöbb bérpalota, középület és egyházi épület historizáló, vagy ritkábban szecessziós stílusban épült.
Az 1930-as évek második felében, a fasiszták hatalomra kerülése után nagyszabású építkezéseket indítottak el. Mussolini Augustus császárt tekintette példaképének, aki nagyszabású építészeti műveket – diadalíveket, fürdőket, vízvezetékeket, amfiteátrumokat – hagyott maga után. Ezek egyben szolgálták a politikai reprezentáció, a tartósság és hasznosság követelményeit, a monumentalitást pedig dekoratív jegyekkel ötvözték. A monumentális modernista építészet példái a tarantói közigazgatási palota, a bari vásárközpont.
A 20. század végi modern építészet példái a Renzo Piano tervezte zarándoktemplom San Giovanni Rotondóban és a San Nicola stadion Bariban, valamint a Gio Ponti tervezte Gran Madre di Dio-társkatedrális Tarantóban.

#### Népi építészet

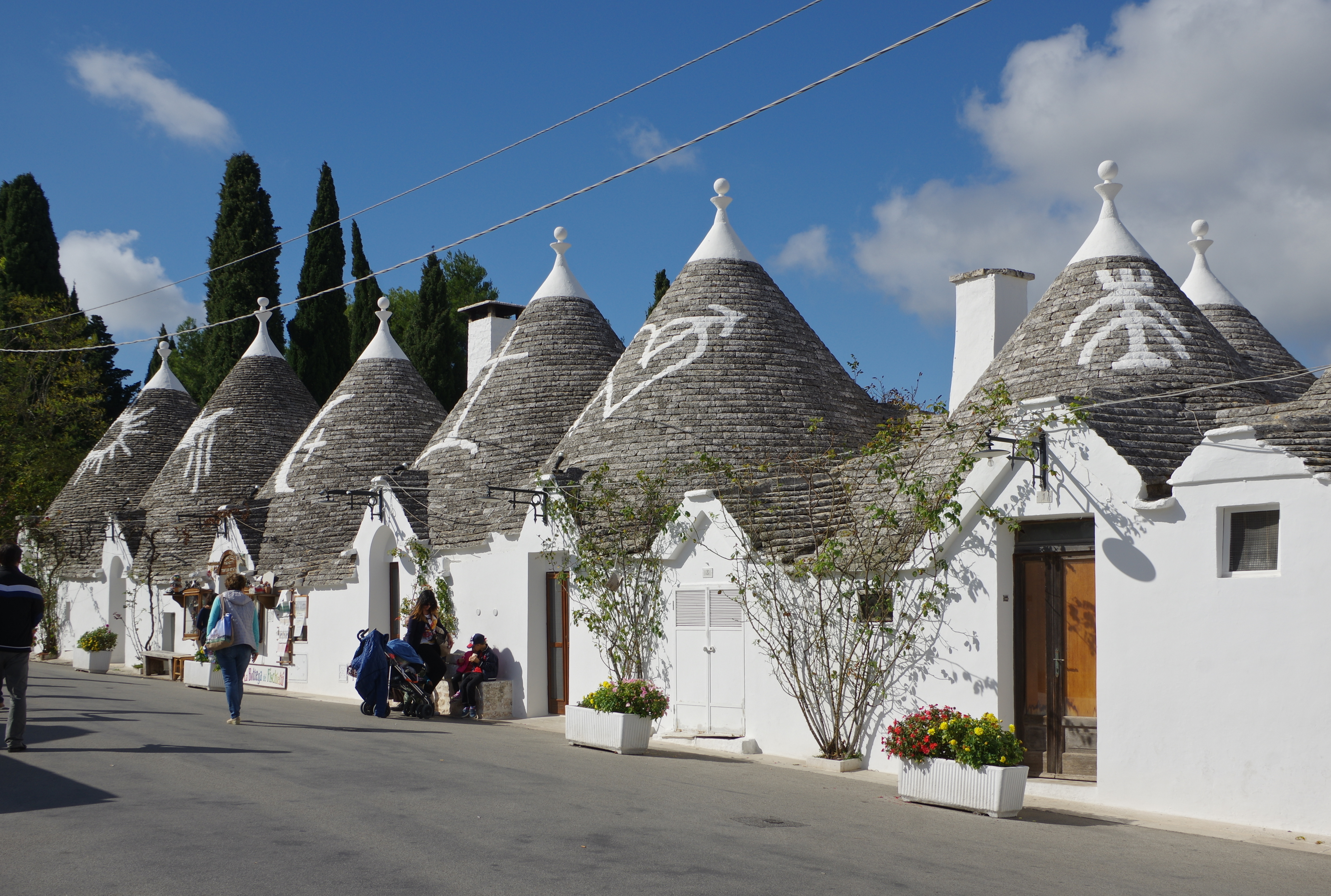
Alberobellói trulló-sor

Puglia népi építészetének jellegzetessége a trulló. Ez tulajdonképpen egy Alberobellóban és környékén szokásos lakóház forma: kör alaprajzú, hengerfalú, kúpfedelű építmény, kéménye a tető csúcsán van. A sátorkunyhó kőből épített változata. A kis város egyértelmű nevezetességei, amelyeknek a világörökségi helyszínné való nyilvánítását is köszönheti.
Különösen a Salento és a Murgia területén elterjedtek az erődített tanyák, úgynevezett masseriák. Ezek egy része őrtoronnyal és vízárokkal is meg lett toldva, védekezésképpen a brigantik vagy egyéb ellenség támadásai ellen.

### Képzőművészetek
A képzőművészetek terén a régió kevés országos, esetleg világhírre szert tevő művésszel dicsekszik. A legtöbb képzőművész szülővárosában élt és tevékenykedett, elsősorban egyházi megrendeléseket vállalva. Molfetta híres szülöttje Corrado Giaquinto, aki Nápolyban, Francesco Solimena műhelyében tanult, majd Rómába és Madridba költözött. Giuseppe de Nittis Barlettában született, és az első olasz impresszionista festők között tartják számon. Conversanóban élt és alkotott Paolo Finoglio, akinek fő műve Torquato Tasso Gerusalemme liberatájának megfestése. Ruvói származású Domenico Cantatore, akit az egyik legtehetségesebb 20. századi pugliai festőként tartanak számon. Pino Pascali ugyan Bariban született, de neve Polignano a Maréhoz kötődik, ahol létrehozta az „arte povera” (szegény művészet) mozgalmat, aminek lényege, hogy az emberi tevékenységek melléktermékeiből műalkotásokat hozzon létre. A modern művészet kiemelkedő képviselője Michiele Circiello.
A régióban több kisebb képtár is működik, ezek általában a helyi festők műveinek bemutatására alapoznak. A legnagyobb múzeum Bariban található. A Pinacoteca Provinciale „Corrado Giaquinto” („Corrado Giaquinto” Városi Képtár) alapját helyi szervezetek által összegyűjtött festmények, valamint a nápolyi és római múzeumok adományai képezik, amelyek a középkori apuliai festészetet, a nápolyi iskola festészetét mutatják be, valamint értékes kerámiagyűjteménnyel és egy fotóművészeti gyűjteménnyel is rendelkezik.
Barlettában De Nittis művei vannak kiállítva a festő nevét viselő városi képtárban. A bitontói Girolamo és Rosaria Devanna Modern Művészeti Nemzeti Galéria (Galleria nazionale di arte moderna „Girolamo e Rosaria Devanna”) Puglia első modern művészeti nemzeti galériája. A műalkotások nagy része a bitontói műkereskedők, Girolamo és Rosaria Devanna gyűjteményéből származnak. Ezek között 16–20. századi olasz festők művei találhatók. A múzeumban – amelyet a Palazzo Sylos-Calòban rendeztek be – 2018-ban 209 festmény volt kiállítva.

### Zene

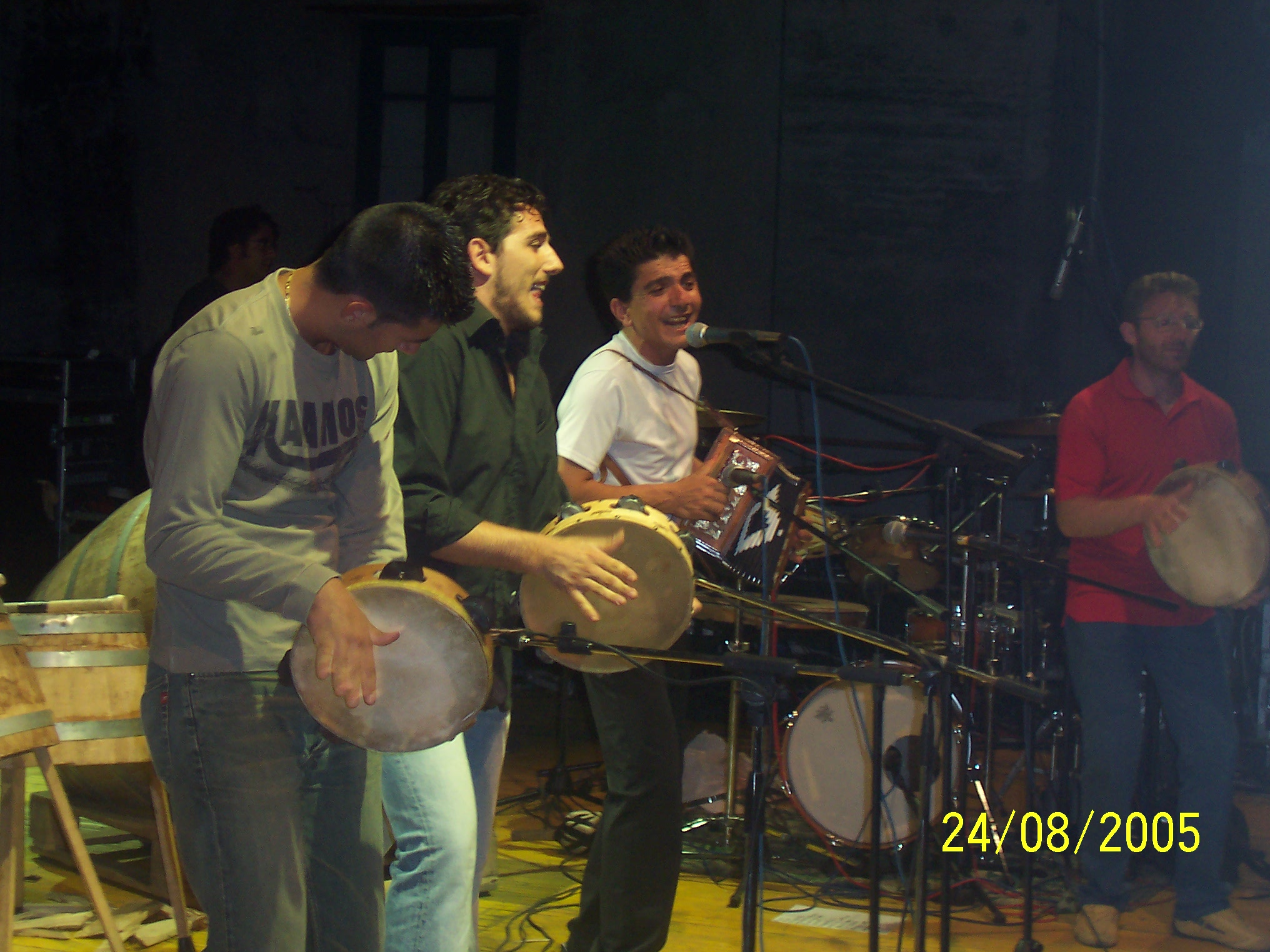
Tarantella zenészek

A tarantella hagyományos dél-olaszországi 6/8-os vagy 4/4-es ütemű gyors tánc, amely Taranto városából származik. A hiedelem szerint a tarantula pók (Lycosa tarentula) halálos csípésének gyógyítására használták, ugyanis úgy tartották, hogy az erőteljes, gyors táncolással az áldozat kiizzadja a mérget. Kialakulása a középkorra vezethető vissza, amikor (szintén a hiedelmek szerint) a pókok elszaporodtak a városban, és állítólag egyre több áldozatot követelt csípésük. A tudomány álláspontja szerint ennek nagyon kicsi a valószínűsége, ugyanis a pók csípése nem életveszélyes. Egyes kutatók úgy tartják, hogy a tánchoz kötődő hiedelemvilág azért alakult ki, hogy az emberek kikerüljék az egyház tiltását a táncos összejöveteleket illetően. A tarantella zenéjét általában mandolinon játsszák. Hasonló tánc a Salento területén népszerű pizzica, amit párban járnak, akár azonos nemű táncosok is.
A pugliai zenei élet első nagy képviselője a tarentumi Arisztokszenosz, Arisztotelész tanítványa, filozófus és zeneteoretikus volt. A 18. században két híres zeneszerző alkotott maradandót a zenei életben. A bari Niccolò Piccinni az opera buffa műfajának jeles képviselője volt, míg a tarantói Giovanni Paisiello elsősorban nemzetközi téren tevékenykedett, sőt II. Katalin orosz cárnő udvarában is élt egy ideig. A verizmust képviselő Umberto Giordano Foggia szülöttje. Az énekesek közül Andria híres szülöttje a kasztrált Farinelli. A régióból származó további híres énekesek Tito Schipa, Domenico Modugno valamint Renzo Arbore.
A 19. század végén nagy népszerűségnek örvendtek a falvak úgynevezett „bandái”, amelyek a legnépszerűbb operaslágereket szólaltatták meg. A kisebb falvakban ma is népszerűek, s elsősorban amatőr zenészekből állnak. Egyházi események állandó résztvevői.
A kortárs zenében elsősorban a dzsessz, blues és rock dominál, de nagy népszerűségnek örvend a reggae és a ragga is. A legismertebb együttes a salentói Sud Sound System.

### Irodalom

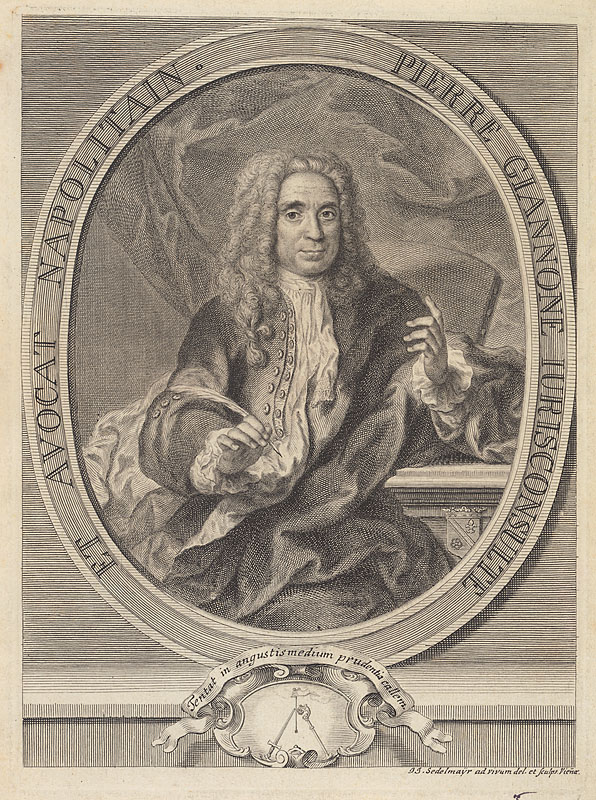
Pietro Giannone

### Színház és film
A leghíresebb pugliai színész kétségkívül a castellanetai Rodolfo Valentina, aki az 1920-as években Hollywood egyik nagy csillaga volt. Nonkonformista szerepformálásairól volt híres Carmelo Bene. Nevéhez az irodalom nagy klasszikusainak (Hamlet, Otello, Pinnochio) provokáló és felháborító színrevitelei fűződnek. Traniból származott Luigi Chiarelli, a groteszk színjátszás kiemelkedő egyénisége. Lecce szülöttje Regina Bianchi. A fiatalabb színészgeneráció kiemelkedő képviselői Michele Placido valamint Sergio Rubini. A színész-komikusok közül Lino Banfi és Diego Abantuono váltak országos hírűekké.

### Kézművesség
A fazekasság régi hagyomány, amelynek gyökerei az ókorban keresendők, amikor a görögök megtelepedtek Magna Graeciában. Módszereiket az itt élő népek is átvették. Messzáp kerámiák láthatók a leccei múzeumban, görög vázák és edények pedig Tarantóban. Napjainkban Grottaglie a fazekasság legnagyobb központja, de manufaktúrák működnek San Pietro in Lamában, Laterzában, Martina Francában, Canosában, Lucerában és Cutrofianóban.
Leccében nagy hagyománya van a papírmasé (olaszul cartapesta) készítésének. Ennek eredete a 17–18. századra, a leccei barokk virágzásának idejére vezethető vissza. Mivel a környéken más megmunkálható értékes alapanyag nem létezett, a helyi mesteremberek papírból kezdtek el maszkokat, szobrokat és egyéb vallási tárgyakat készíteni. A papírt náddal és fával erősítették. A papírmasé-készítést az egyház is támogatta, mivel az ellenreformáció egyik hatásos eszközeként tekintettek rá.
Korábban elterjedt volt a csipkeverés is, napjainkban viszont csak Locorotondo környékére jellemző.

### Konyhája

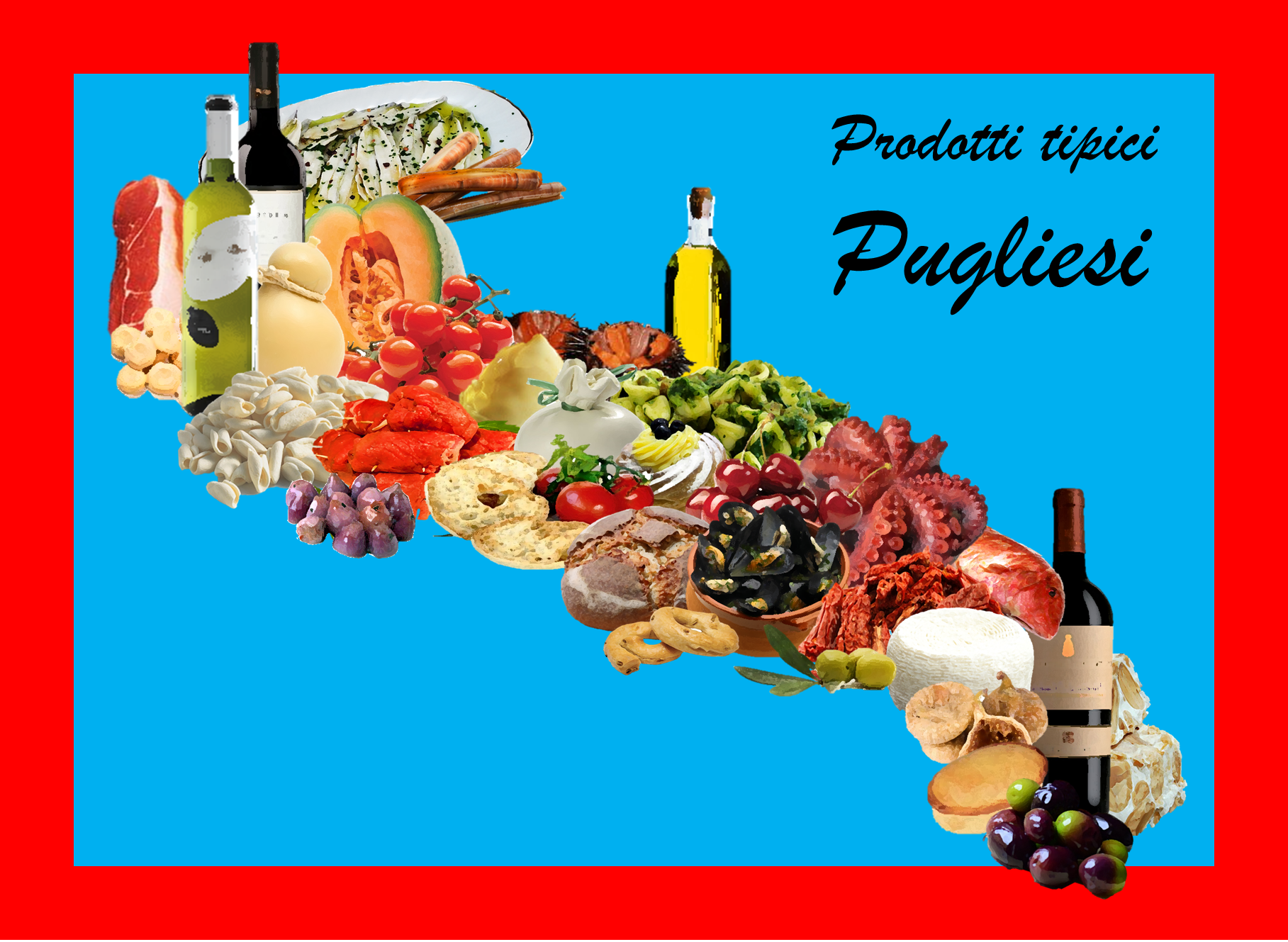

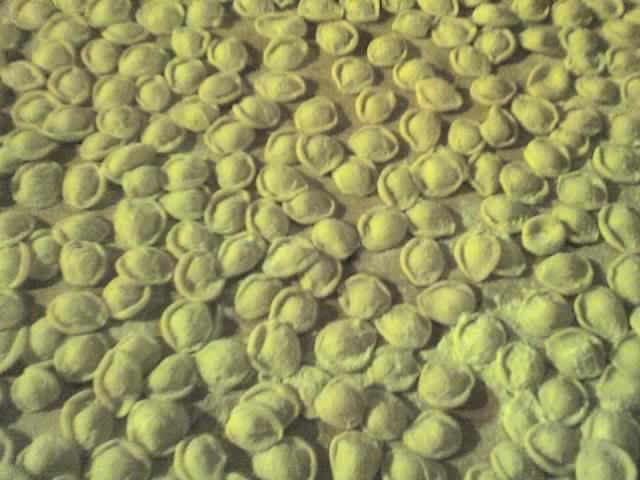
Orecchiette

Puglia Olaszország egyik legtermékenyebb mezőgazdasági régiója, és ennek köszönhetően konyhája is változatos. Az olívaolaj alapélelmiszernek számít, hiszen innen származnak (különösen Bitonto környékéről) a legjobb minőségűek. Tipikus helyi fogás az olívaolajban megforgatott friss zöldségsaláta, a pinzimonio. A pugliai konyhára ugyanakkor rányomja a bélyegét, hogy nagyrészt tengerek veszik körül, így annak gyümölcsei és a halfélék sem hiányoznak a terítékről. Az előételek közül helyi specialitás a Martina Franca-i cervellata, ami borjúból és sertésből készült, édesköménnyel fűszerezett kolbász. A salsiccia leccese a Salento vidékén elterjedt különlegesség: szintén borjú- vagy sertéshús citromhéjjal, fahéjjal és szegfűszeggel ízesítve. A cozze arracanate olívaolajban kisütött kagylók, paradicsommal, fokhagymával, oregánóval és petrezselyemmel fűszerezve. A tarantella tonhalból készült kolbász. A főételek esetében pugliai konyha alapja (akárcsak Olaszország többi részén) a főtt tészta (pasta), amelyből óriási választék létezik. A panzerotti szardellával, ricotta sajttal és kapribogyóval töltött tésztaféle. A capellóba padlizsán, cukkini, borjúhús, tojás és sajt kerül, míg a ciceri e tria tölteléke csicseriborsóból és hagymából készül. A ’ncapriata ősrégi mediterrán recept: babpüré olívaolajjal és vegyes zöldséggel. A tésztafélék népes családjából az orechiette (fül alakú) tipikusan pugliai féle, rendszerint ragu ételekben használják. A pizzafélék közül a puddica helyi jellegzetesség: összehajtott, zöldségekkel tömött. A levesek közül a halleveseknek van nagy hagyománya, elsősorban Gallipoli vidékén, a brokkolilevesnek (zuppa di broccoli), a húslevesnek tésztával (brodo con pastine) és a zöldborsólevesnek (zuppa di piselli). A főételek nagy részét halból és tengeri gyümölcsből készítik. Népszerű a pirított kagyló (cozze gratinate), az ecetes, prézlis hal (scapece) és a kagylóból, rizsből és burgonyából készült tartiera alla barese. A húsos főételek közül ismertebbek az involtini di vitello (zöldséges borjú), ghummeriede alla brace (parázson sült bárány) és a vaddisznóhúsból készült spezzatino di cinghiale. A desszertek terén kevés a helyi különlegesség. A carteddate mézzel, fahéjjal és porcukorral leöntött karácsonyi péksütemény, míg a cauciuni csokoládéval, csicseriborsóval, fahéjjal töltött sütemények. Természetesen minden kisebb tájegységnek, sőt településnek saját konyhaművészete alakult ki, a helyi adottságokhoz igazodva.
Altamura leginkább kenyeréről híres (Pane di Altamura), amelyet oltalom alatt álló eredetmegjelöléssel forgalmaznak (OEM). A kenyeret a vidéken termesztett durumbúza fajtákból (appulo, arcangelo, duilio, simeto) állítják elő hagyományos érlelési és dagasztási technikákat alkalmazva. A kenyerek mintegy 80%-át Olaszország más városaiba szállítják.
Híres továbbá a pugliai borászat, aminek kifejlődéséhez kedvezett az alacsony térszint is. A hagyományok szerint a borászatot a föníciaiak honosították meg i. e. 2000-ben. A zömmel őshonos szőlőfajtákból (pl. Uva di Troia, Negroamaro, Sussumaniello) készülő pugliai borok közül a legrégebbi az Aleatico di Puglia. A legjobb fehérborok Martina Franca és Locorotondo környékén készülnek. A Salentói-félsziget híres bora a Matino Rosata nevű rosé. A Moscato di Trani kiváló édes bor. Ostuni környékén száraz borokat termelnek, míg Barletta, Canosa és Cerignola környéke a vörösborokról híres.

## Gazdasága

### Általános jellemzők

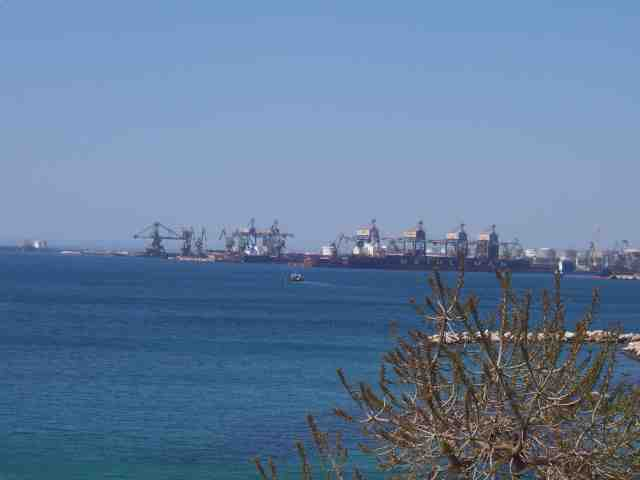
Taranto kikötője

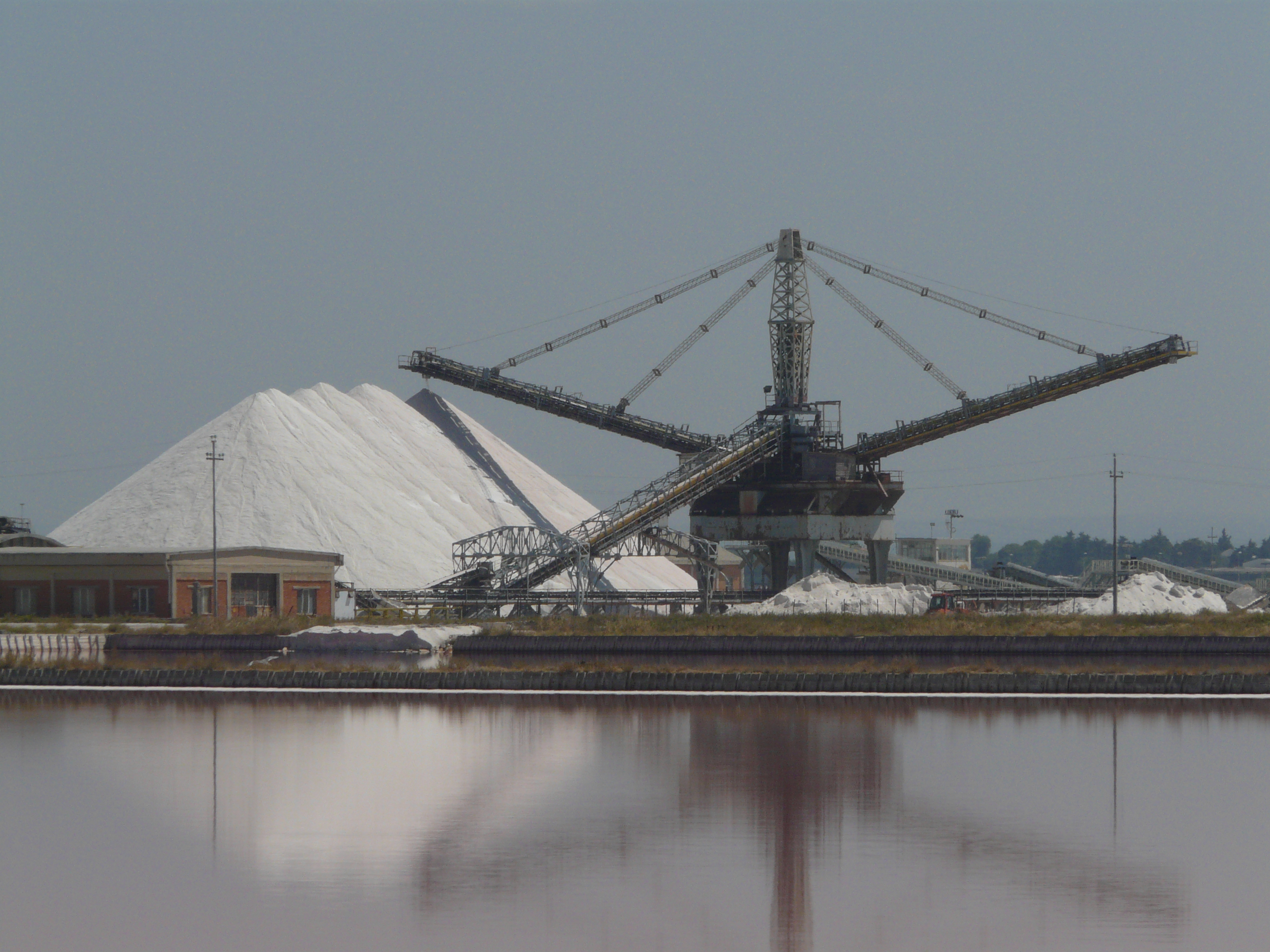
Margherita di Savoia sólepárlói

Az egyes gazdasági ágazatok fejlődését és koncentráltságát tekintve Pugliában több gazdasági térség különíthető el:
- A közép-pugliai gazdasági térség Bari környékére koncentrálódik. Ezen belül elkülöníthetők:
  - a murgia-bari kárpit- és bútoripar, amelynek központjai elsősorban Santeramo és Altamura, de hasonló üzemek működnek Bitontóban, Modugnóban, valamint Materában (Basilicata régió). Az egyik leggyorsabban fejlődő iparág köszönhetően nemzetközi hírnevének.
  - a bari finommechanika elsősorban a régió székhelyére koncentrálódik illetve a közeli Gioia del Colle és Bisceglie településekre. Elsősorban az autóipar számára gyártanak különféle alkatrészeket, de hidraulikus kalapácsok, orvosi eszközök és telekommunikációs kiegészítők gyártását is végzik. Erősen exportorientált iparág.
  - az észak-bari térség textil- és ruhaiparáról híres. Központjai a Bari környéki települések: Bitonto, Andria, Corato, Minervino, Ruvo, Terlizzi, Trani, Barletta, Bisceglie, Spinazzola és Gravina di Puglia. Ebben az iparágban erős a konkurencia az Európai Unió más államaiból.
  - az észak-bari térség cipőiparának központjai Barletta, Andria és Trani, napjainkban hanyatlóban van az egyre erősödő ázsiai konkurencia miatt.
  - az élelmiszeripar központjai Rutigliano, Corato, Altamura, Santeramo, ahol jelentős malmok és pékipari üzemek működnek. A tejfeldolgozás központjai Gioia del Colle, Acquaviva, Sammichele, Putignano és Andria. Olajtermelő települések Barletta, Bisceglie, Bitonto és Bari. A borászat fő központjai Gioia del Colle, Gravina és Locorotondo. Erősen exportorientált ágazat, különösen az olívaolaj és egyes tésztafélék terén.
  - a turizmus elsősorban a tengerparti településeken fejlett, Barlettától Ostuniig. Turisztikai szempontból vonzerőt jelentenek a nagy román kori katedrálisok Bitontóban és Ruvóban, valamint a trullók Alberobellóban és a castellanai barlangok. A turizmus fejlődésének egyik akadálya, hogy nincs egy központosított rendszer kialakítva a természeti és kulturális értékek kiaknázására, ezt az egyes települések lokálisan oldják meg.
- A brindisi gazdasági térség főbb ágazatai:
  - a repülőgépgyártás, mechanika, gépgyártás, hajógyártás, vegyipar és energetika mind hagyományos iparágak Brindisi környékén.[136] A városban található Dél-Olaszország legnagyobb vegyipari központja, az ENI itt építette fel egyik legnagyobb petrolkémiai üzemét. Ugyancsak az ENI érdekeltségébe tartoznak a város környékén lévő erőművek. Itt épül Olaszország legnagyobb fotovoltaikus parkja is. A építés alatt áll a brindisi gázátalakító, ami megkönnyíti majd a földgáz tengeri szállítását. A város az Alenia Aeronautica légipari vállalat egyik központja, számos légi jármű vázát gyártják itt.
  - az élelmiszeripar gyorsan fejlődő iparág a mezőgazdasági hátország gyors fejlődésének köszönhetően.
  - a turizmus néhány központ körül koncentrálódik a tengerparton (Fasano és Ostuni között).
  - a textil- és ruhaipar az utóbbi évtizedben indult fejlődésnek különösen a Barihoz és annak gazdasági vonzáskörzetéhez közelebb fekvő településeken.
- A foggiai gazdasági térség ágazatai:
  - mezőgazdaság és élelmiszeripar: a Tavoliere Olaszország egyik legjelentősebb gabona- (különösen búza) és zöldségtermesztő vidéke. Ennek köszönhetően a térség vezető iparága az élelmiszerfeldolgozás, amely az itt élő lakosság 19%-t foglalkoztatja.
  - a finommechanikai üzemek Foggiában székelnek
  - a turizmus elsősorban a Gargano térségére koncentrálódik és a búcsújáró helyek (San Giovanni Rotondo, Monte Sant’Angelo) és a tengerparti üdülőhelyek népszerűségére (Vieste) alapoz.
- A salentói gazdasági térség főbb jellemzői:
  - a textil- és ruhaipar központjai Matino, Tuglie, Casarano, Supersano, Ruffano, Racale (zokni), Corsano (nyakkendő), Maglie (sapka), Ugento, Nardò, Monteroni és Campi Salentina (textilanyagok). Elsősorban kis üzemekben zajlik a termelés a helyi piac számára.
  - a cipőipar az 1950-es években jelent meg Casarano és Tricase környékén. A legnagyobb gondot itt is az egyre erősödő ázsiai konkurencia jelenti.
  - a turizmus szinte csak a tengerpartra koncentrálódik és a régió többi térségéhez hasonlítva elmaradott.
  - a mezőgazdasághoz kapcsolódó élelmiszeripar főbb termékei a félkész ételek, lisztfélék, édességek és tésztafélék, de jelen van olívaolajtermelés is valamint kisebb mértékben a tejfeldolgozás, sajtkészítés.
- A Jón-tengerparti gazdasági térség ágazatai:
  - a kerámiaipar központja Grottaglie. Az utóbbi időkben jelentősen visszaesett a kereslet csökkenése miatt.
  - a textilipar Martina Franca környékén van jelen és szoros kapcsolatban van a bari textilipari térséggel
  - a turizmus gyengén fejlett. Egyetlen központka Castellaneta Marina.
  - az acéliparnak és gépgyártóiparnak hagyományos központja Taranto. Az 1950-es évek végén Giuseppe Saragat államelnök megnyitotta az Italsider nevű acélgyárat, amely hosszú időn át Európa egyik legnagyobb acélipari létesítménye volt. Ez az acélkolosszus az akkori években fellendítette a helyi gazdaságot és számos kapcsolódó iparág fejlődését is eredményezte. Az 1980-as évek folyamán az acélipar világszintű válsághelyzete, valamint új anyagoknak a piacon való megjelenése az acélgyárat hanyatlásra ítélte, végül az acélgyárat 1995-ben privatizálták, és rengeteg munkás elveszítette a munkahelyét. A tarantói acélgyár ma 1500 hektáros területen fekszik.[137][138]
  - a gazdaságban jelentős szerepe van a tarantói kikötőnek, amely az egyik legforgalmasabb a Földközi-tengeren. Évente kb. 50 millió tonna áru fordul meg a kikötőben.[139]
  - a mezőgazdaság elsősorban a szőlő- és citrusfélék termesztése révén van jelen.

Az egyes ágazatok részesedése a megyék gazdaságában (2009-es adatok):
| Gazdasági ágazat | Bari | Brindisi | Foggia | Lecce | Taranto | Puglia |
| Mezőgazdaság     | 19,3 | 24,9     | 37,5   | 14,9  | 25,9    | 23,3   |
| Ipar             | 12,1 | 12,3     | 10,7   | 14,2  | 10,4    | 12     |
| Könnyűipar       | 10,5 | 8,1      | 6,3    | 10,8  | 7,5     | 9,1    |
| Tercier szektor  | 50,4 | 48,6     | 40,2   | 52,4  | 49,9    | 48.6   |
| Egyéb            | 7,7  | 6,2      | 5,3    | 7,7   | 6,3     | 6,9    |

A bruttó hazai össztermék alakulása Pugliában:
|                                             | 2000   | 2001   | 2002   | 2003   | 2004   | 2005   | 2006   | 2007   | 2008   |
| ------------------------------------------- | ------ | ------ | ------ | ------ | ------ | ------ | ------ | ------ | ------ |
| Bruttó hazai össztermék (millió euró)       | 55 716 | 58 348 | 60 173 | 61 632 | 63 706 | 64 864 | 67 638 | 70 319 | 71 446 |
| Egy főre eső bruttó hazai össztermék (euró) | 13 825 | 14 504 | 14 962 | 15 284 | 15 694 | 15 971 | 16 504 | 17 264 | 17 513 |

| Egy főre eső bruttó hazai össztermék eloszlása Pugliában (2008. évi adatok) | Egy főre eső bruttó hazai össztermék eloszlása Pugliában (2008. évi adatok) | Egy főre eső bruttó hazai össztermék eloszlása Pugliában (2008. évi adatok) | Egy főre eső bruttó hazai össztermék eloszlása Pugliában (2008. évi adatok) | Egy főre eső bruttó hazai össztermék eloszlása Pugliában (2008. évi adatok) |
| --------------------------------------------------------------------------- | --------------------------------------------------------------------------- | --------------------------------------------------------------------------- | --------------------------------------------------------------------------- | --------------------------------------------------------------------------- |
| Megye                                                                       |                                                                             |                                                                             |                                                                             | euró                                                                        |
| Olaszország                                                                 | Olaszország                                                                 |                                                                             | 34 059                                                                      | 34 059                                                                      |
| Bari                                                                        | Bari                                                                        |                                                                             | 17 664                                                                      | 17 664                                                                      |
| Bari (székhely)                                                             | Bari (székhely)                                                             |                                                                             | 26 008                                                                      | 26 008                                                                      |
| Bari (többi község)                                                         | Bari (többi község)                                                         |                                                                             | 14 779                                                                      | 14 779                                                                      |
| Brindisi                                                                    | Brindisi                                                                    |                                                                             | 14 993                                                                      | 14 993                                                                      |
| Brindisi (székhely)                                                         | Brindisi (székhely)                                                         |                                                                             | 25 037                                                                      | 25 037                                                                      |
| Brindisi (többi község)                                                     | Brindisi (többi község)                                                     |                                                                             | 12 112                                                                      | 12 112                                                                      |
| Foggia                                                                      | Foggia                                                                      |                                                                             | 14 438                                                                      | 14 438                                                                      |
| Foggia (székhely)                                                           | Foggia (székhely)                                                           |                                                                             | 20 010                                                                      | 20 010                                                                      |
| Foggia (többi község)                                                       | Foggia (többi község)                                                       |                                                                             | 12 685                                                                      | 12 685                                                                      |
| Lecce                                                                       | Lecce                                                                       |                                                                             | 14 394                                                                      | 14 394                                                                      |
| Lecce (székhely)                                                            | Lecce (székhely)                                                            |                                                                             | 29 113                                                                      | 29 113                                                                      |
| Lecce (többi község)                                                        | Lecce (többi község)                                                        |                                                                             | 12 455                                                                      | 12 455                                                                      |
| Taranto                                                                     | Taranto                                                                     |                                                                             | 16 124                                                                      | 16 124                                                                      |
| Taranto (székhely)                                                          | Taranto (székhely)                                                          |                                                                             | 24 668                                                                      | 24 668                                                                      |
| Taranto (többi község)                                                      | Taranto (többi község)                                                      |                                                                             | 11816                                                                       | 11816                                                                       |
| 2009. évi adatok.                                                           |                                                                             |                                                                             |                                                                             |                                                                             |

### Mezőgazdaság
Puglia az egyik legjelentősebb mezőgazdasági régió Olaszországban. A régi hagyományokkal rendelkező intenzív mezőgazdaság legfőbb termékei a búza és a paradicsom. Mindkettő termesztése elsősorban Foggia megyére jellemző. Az utóbbi nagy része Salerno megye üzemeiben kerül feldolgozásra. A régióban közel 50 millió olajfa található, ezzel az első számú olivaolaj-termelő régió. További jelentős mezőgazdasági termékek a saláta, az articsóka, az édeskömény, a káposzta, a zeller, a zab, a tök, a mandula, az őszibarack, a kivi, a dinnye és a csemegeszőlő. Puglia északi részén, különösen a Szubappenninek vidékén évszázados hagyománya van a vándorlegeltetésnek. A legeltetési útvonalak átnyúlnak a szomszédos régiókba is, hosszuk meghaladja a 3000 kilométert. A füves fő- (tratturi) és mellékutak (tratturelli vagy bracci) állami felügyelet alatt vannak. A nyájakat ezek mentén tavasszal Abruzzo hegyvidékére terelik, ősszel pedig vissza, a Szubappenninek és a Tavoliere vidékére.

### Halászat

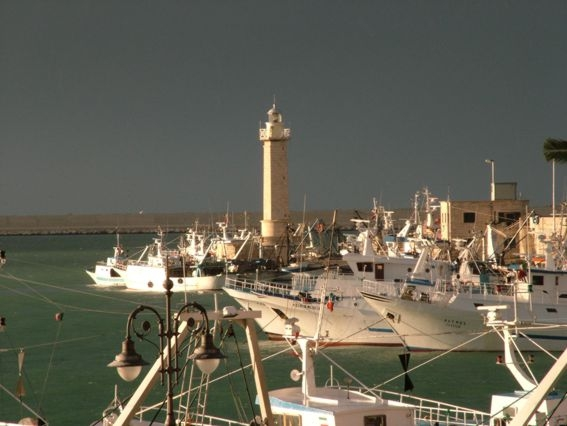
A molfettai kikötő és a világítótorony

A halászat szintén egy jelentős gazdasági ágazat. A főbb halászkikötők Tarantóban, Manfredóniában, Molfettában, Mola di Bariban, Monopoliban, Gallipoliban és Castróban működnek. Az utóbbi évtizedekben bevezették az akvakultúrát is. A halászzsákmányt elsősorban keszegek, sügérek, márnafélék, szardellafélék és rákfélék teszik ki. Tarantóban van napjaink legnagyobb feketekagyló-tenyészete: kb. 1300 üzemi munkás több, mint 30 000 tonna feketekagylót dolgoz fel évente. A feketekagyló-tenyészet a város gazdasági életét évszázadok óta jellemzi, olyan mértékben, hogy a feketekagyló Taranto gasztronómiai szimbóluma lett. A lakosok úgy tartják, hogy a La Speziában, Pólában és Olbiában lévő feketekagyló-tenyészeteket is tarantóiak hozták létre.

### Turizmus
2009-ben kb. 3 millióan látogattak el a régióba, ami a 2008-as esztendőhöz képest 2,5%-os növekedést, 12 millió eltöltött éjszakát jelent. A turisták zöme (86,8%) az ország más régióiból érkezik. Az 1999 és 2009 közötti időszakban az idegenforgalmi bevételek 43,4%-kal nőttek. A turisták 47%-a nyaralási céllal keresi fel a régiót, 27,2%-a személyes okok miatt és mindössze 25,7% munkaügyi okok miatt. Az alábbi táblázat az egyes megyékbe érkező turisták számát, valamint az eltöltött éjszakák számát mutatja be:
|                           | Taranto | Taranto | Bari      | Bari   | Brindisi  | Brindisi | Lecce     | Lecce  | Foggia    | Foggia | BAT     | BAT   | Puglia     |
| Turisták száma:           | 239 771 | 8,01%   | 582 570   | 19,45% | 279 902   | 9,35%    | 813 524   | 27,16% | 964 578   | 32,20% | 114 857 | 3,83% | 2 995 202  |
| Eltöltött éjszakák száma: | 997 167 | 7,96%   | 1 348 544 | 10,76% | 1 283 570 | 10,24%   | 4 180 888 | 33,37% | 4 477 548 | 35,74% | 241 548 | 1,93% | 12 529 265 |

### Munkanélküliség
A munkanélküliségi ráta 11,6%, szemben az országos 8%-kal.
A munkanélküliségi ráta alakulása (2009-es adatok):

|                 | Férfiak | Nők  | Összesen |
| --------------- | ------- | ---- | -------- |
| Bari megye      | 9,7     | 15,7 | 11,5     |
| Brindisi megye  | 8,4     | 13,9 | 10,3     |
| Foggia megye    | 8,3     | 14,5 | 10,3     |
| Lecce megye     | 9,5     | 16,4 | 12       |
| Taranto megye   | 11,9    | 20,2 | 15       |
| PUGLIA összesen | 9,4     | 15,8 | 11,6     |

### Sacra corona unita
A Sacra corona unita (SCU, magyarul Egyesült szent korona) maffiatípusú, szervezett bűnözők alkotta csoportosulás. Aktív működési területe különösen a tartomány központjára, Bari és Lecce városokra határolható be. Viszonylag új szerveződés, először 1983-ban hallatott magáról. A szervezet leginkább a nápolyi Camorrához hasonlítható: kb. 50 klánból áll, amelyeknek hozzávetőlegesen 2000 tagja van összesen. A maffiacsoport cigaretta-, kábítószer-, fegyver- és embercsempészetre specializálta magát. Az SCU más bűnözőcsoportoktól jutalékot szed be, ha azok partra szállnak Olaszország délkeleti, adriai partjain, amely az ide vagy innen Horvátország, Bosznia-Hercegovina, Montenegró, Albánia felé irányuló csempészés egyik főbb tranzitállomása. Az SCU pénzmosással, zsarolással, valamint politikai korrupciós ügyletekkel is foglalkozik. E bűnszövetkezet állt több ezernyi albán állampolgár Olaszországba csempészése mögött is, s többek között albán nőket szállítottak prostitúciós céllal Olaszországba (esetenként „mai rabszolga-kereskedőknek” nevezik őket).

## Közlekedés

### Autóutak
A régiót két autópálya érinti. Az A14-es (vagy adriai autópálya) Bolognát köti össze Tarantóval, érintve Foggia, Bari és Brindisi városokat. Az A16-os, amelyet a „két tenger autópályájának” is neveznek, mert a Tirrén-tenger partját köti össze az Adriai-tenger partjával, Nápolyból indul Canosa di Pugliáig.
További jelentős közutak az úgynevezett Superstada Bari–Lecce, amely a két megyeközpontot köti össze, és egyben a Salento felé vezető legforgalmasabb útvonal. Az SS16-os országút Barit köti össze Foggiával valamint a tengerparti városokkal. Az SS100-as út Barit köti össze Tarantóval, érintve a Murgia főbb településeit. Az SS7-es Taranto közelében lép be a régió területére, majd elkerülve a várost Brindisi felé tart, érintve a Murgia déli részének főbb településeit. Az SS106-os a Tarantói-öböl partján köti össze a régiót Reggio Calabriával. Az SS96-os Barit köti össze Altamurával, majd innen az SS99-es halad tovább Matera irányában. Ez a legjelentősebb közúti kapcsolat Basilicata régióval. Gargano településeivel az SS89-es biztosítja a kapcsolatot Foggián és Manfredónián keresztül. A Salento déli részének településeit az SS275-ös országút érinti.

### Vasút

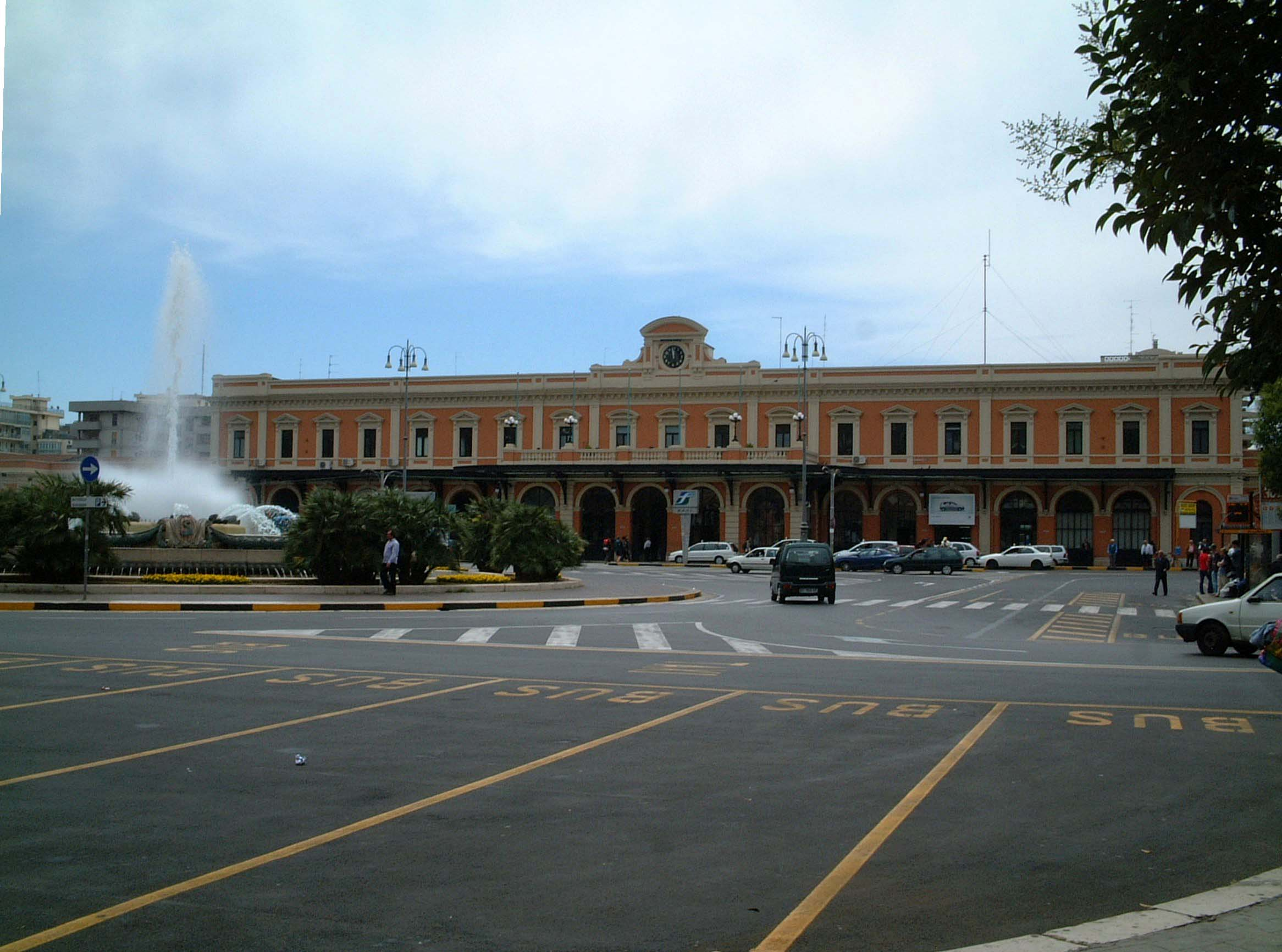
A Bari Centrale vasútállomás

Olaszország többi régiójához képest Puglia vasúthálózata ritkább és fejletlenebb. A vasúti közlekedés részben állami felügyelet alatt van, részben pedig magánvasút-társaságok bonyolítják le. A legnagyobb vasúti csomópont Bari (Bari Centrale). Jelentős forgalmat bonyolítanak le továbbá Taranto, Lecce, Foggia és Brindisi vasútállomásai is.
- Ferrovie dello Stato – Az állami vasúttársaság a vasúti fővonalakat üzemelteti. Az országos hálózat két fontos vonala érinti, az úgynevezett Ferrovia Adriatica, azaz Adriai-vasút, amely az Adriai-tenger partján levő településeket köti össze Anconától Leccéig. Ennek egy szakaszát, Foggia és Bari között, az utóbbi években átalakították nagysebességű vonatok számára (maximális sebesség 250 km/h). Ez a vonal Foggiánál találkozik a Nápoly felé tartó fővonallal. Ugyancsak Foggiából indul a Basilicata székhelye, Potenza felé tartó vasútvonal. A Ferrovia Jonica a Jón-tenger partján haladva köti össze Tarantót Reggio Calabriával. Ugyancsak az állami vasúttársaság üzemelteti a Bari és Taranto, valamint a Taranto és Brindisi közötti fővonalakat, valamint a Barletta–Spinazzola, Foggia–Manfredonia, valamint a Rocchetta Sant’Antonio–Gioia del Colle mellékvonalakat.
- Ferrovie del Nord Barese (vagy Ferrotramviaria) – A magánvasút-társaság, mint arra neve is utal, a Baritól északra levő településeket köti össze. A Bari és Barletta közötti, a szárazföld belsejében futó vonalat üzemelteti (Bari–Bitonto–Terlizzi–Ruvo di Puglia–Corato–Andria–Barletta). A két város között a tengerpart mentén, az állami vasúttársaság által üzemeltetett fővonal révén is létezik kapcsolat (Bari–Giovinazzo–Molfetta–Bisceglie–Trani–Barletta). Ez a társaság üzemelteti a bari gyorsvasutat is (Ferrovia Metropolitana).[155]
- Ferrovie del Sud Est – A magánvasút-társaság több mellékvonalat is üzemeltet Bari, Brindisi és Taranto megyékben, valamint a Salento területén (Bari–Martina Franca–Taranto, Bari–Casamassima–Putignano, Martina Franca–Lecce, Novoli–Gagliano del Capo, Casarano–Gallipoli, Lecce–Otranto, Zollino–Gallipoli és Maglie–Gagliano del Capo). A társaság kiterjedt autóbusz-hálózatot is üzemeltet[156]
- Ferrovie Appulo-Lucane – A társaság a Barit Materával (Altamurán át) és az Altamurát Potenzával összekötő keskeny nyomtávú vasútvonalat üzemelteti, valamint az útvonal mentén elhelyezkedő települések közötti autóbusz-hálózatot.[157]
- Ferrovie del Gargano – A társaság a San Severo–Peschici és a Foggia–Lucera vonalakat üzemelteti, de személyszállítást folytat az állami vasúttársasághoz tartozó San Severo–Foggia–Bari és Foggia–Manfredonia vonalakon is.[158]

### Légi közlekedés

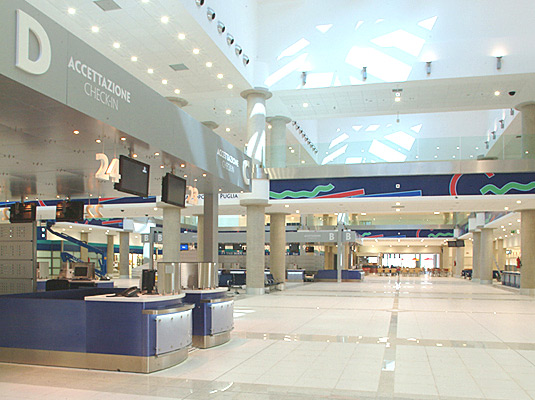
A bari repülőtér

Puglia négy jelentős repülőterét a régió által birtokolt Aeroporti di Puglia S.p.a. vállalat üzemelteti. A legnagyobb repülőtér a Bari-palesei, amelynek új terminálját 2005-ben avatták fel, és évente 3,6 millió utas fogadására képes. A másik jelentős repülőtér a Brindisi-casalei, amely a fapados társaságoknak köszönhetően 2010-ben már több mint egy millió utast fogadott. A foggiai és a tarantói repülőterek lényegesen kisebb utasforgalmat bonyolítanak le. Az utóbbinak jelentős szerepe van a teherforgalomban is, kiszolgálja az Alenia Aeronautica vállalatot. Katonai repülőterek vannak Gioia del Colle és Galatina mellett. A Lecce–San Cataldo repülőteret magáncélokra használják.

### Hajózás

Trani kikötője

A régióban számos kikötő üzemel. Ezek közül a legjelentősebb a tarantói, fontos kereskedelmi szerepet tölt be Olaszország gazdasági életében. A kereskedelmi és ipari kikötő intézményei a Mar Grande északnyugati részén találhatók. A kikötő forgalmát modern felszerelésekkel egy irányítótorony felügyeli. Évente kb. 50 millió tonna áru fordul meg a kikötőben. Fontos része a hadikikötő, amely a La Spezia-i után a második legnagyobb az országban. Az új flottaállomást 2004. június 25-én avatták fel. Az olasz haditengerészeti parancsnokságnak alárendelt bázis, amelyhez a NATO néhány intézménye is társul, a Mar Grandéban fekszik, a Chiapparo nevű kis öbölben. A 60 hektáros támaszpont állami területen fekszik.
További jelentős kikötők:
- Bari: Jelentős kereskedelmi és turisztikai szerepe van. Óceánjárók fogadására is alkalmas. Jelentős személyforgalmat bonyolít le Albániával és Görögországgal.
- Brindisi: Elsősorban kereskedelmi szerepe van, de fontos hadikikötő is. Jelentős személyforgalmat bonyolít le Albániával, Görögországgal és Törökországgal.

Kisebb kikötők vannak Manfredóniában, Rodi Garganicóban, Barlettában, Traniban, Biscegliében, Molfettában, Monopoliban, Otrantóban és Gallipoliban. Ezeknek elsősorban a halászatban és turizmusban van kiemelt szerepük, a kereskedelemben kevésbé.